# Famille de Barrau (Carcenac, Aveyron)
Vous lisez un « bon article » labellisé en 2019.
Pour les articles homonymes, voir Familles de Barrau.
La famille de Barrau, anciennement Barrau, est une famille subsistante de la noblesse française originaire de la province du Rouergue, de nos jours le département de l'Aveyron, en France.
Issue d'un notaire qui vit au XVIe siècle, elle débute ses alliances nobles au cours de ce siècle. Au siècle suivant, Guion de Barrau se donne la qualité de noble et réussit à se faire maintenir en cette qualité après avoir été condamné pour usurpation de noblesse. Au XVIIIe siècle Madame de Barrau est enlevée puis arrêtée par lettre de cachet en 1767, Pierre Firmin de Barrau de Caplongue est en 1789 l'un des rédacteurs du cahier de doléances de la noblesse de la sénéchaussée de Rodez et bailliage de Millau, le château familial est pillé et incendié en 1793, Barrau père et Barrau fils sont convoqués devant le Tribunal révolutionnaire en 1794. Après la Révolution française, certains de ses membres sont des notables du département de l'Aveyron. Parmi ces derniers trois sont historiens, dont Hippolyte de Barrau qui propose en 1836 la création d'une société savante, la Société des lettres, sciences et arts de l'Aveyron ; il en sera le premier président, et la famille de Barrau y est toujours représentée. Un autre membre de cette famille est botaniste au sein de la Commission d'exploration scientifique d'Algérie. Enfin, plusieurs défendent les idéaux catholiques et royalistes de la Révolution française à la première Guerre mondiale. Nous pouvons citer de Barrau en 1792 qui fait tirer sur des révolutionnaires, Eugène de Barrau en 1852 qui remplit une mission confidentielle auprès du « comte de Chambord », ou Jean de Barrau, membre du comité directeur de la Fédération nationale des Camelots du roi et secrétaire particulier du duc d'Orléans en 1914. Au XXe siècle, à la suite des combats de la première Guerre mondiale, quatre des six jeunes hommes Barrau sont morts.
Cette famille a laissé plusieurs traces de son histoire dans le département de l'Aveyron.

## Histoire

### Patronyme
Selon le site Filae, entre 1891 et 1990, le patronyme occitan Barrau a été au 1 544e rang des noms les plus portés en France, ce qui en fait un nom peu populaire au niveau national. Sur cette période il se rencontre principalement dans le sud-ouest et le midi de la France et les départements où il est le plus représenté sont dans l'ordre décroissant le Tarn, la Haute-Garonne, l'Aveyron, l'Hérault, l'Aude, etc..
Il n'y a pas d'ouvrage sur l'étude de ce patronyme ; toutefois, l'écrivain et lexicographe français de langue d'Oc Frédéric Mistral écrit que le nom de famille Barrau viendrait du roman barrau, barral, qui signifierait « baril », un petit tonneau muni d’un goulot. Ce patronyme serait un surnom désignant un fabricant ou un marchand de tonneaux, de barriques, de barils. Le baril du gallo-romain barriculus, « barrique » puis du latin médiéval barriclus « petit tonneau ». Claude Cougoulat, qui a étudié les noms de famille d'origine gauloise, écrit que la racine Barr- désignerait un lieu difficile d'accès ou fermé ou un obstacle,,.
Le patronyme Barrau précédé d'une particule a été porté par différentes familles. Ainsi de nos jours il ne faut pas confondre la famille de Barrau (de Carcenac, en Aveyron) avec les familles de Barrau de Muratel et d'Abbadie de Barrau, ces deux dernières se faisant en outre usuellement appeler de Barrau.

### Des origines dans la partie centrale du Rouergue

Situation géographique du département de l'Aveyron (anciennement province du Rouergue).

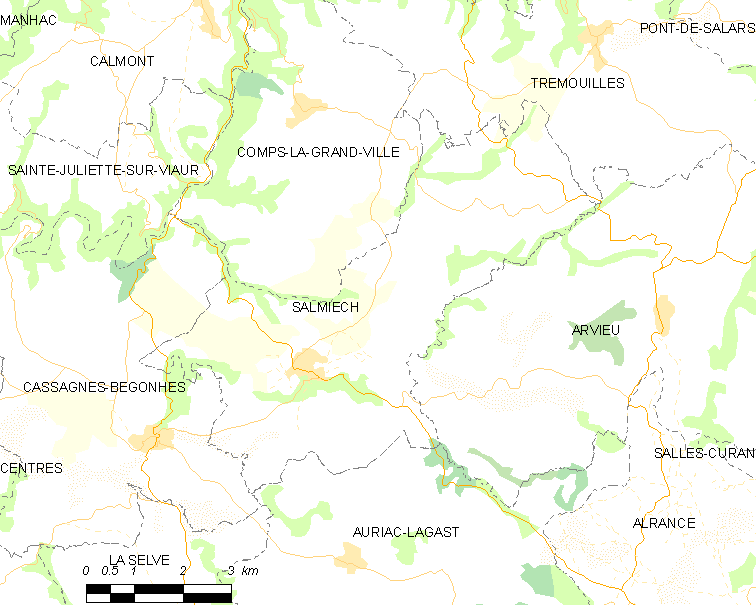
Carte de la région du Rouergue où est établie la famille de Barrau sous l'Ancien Régime.

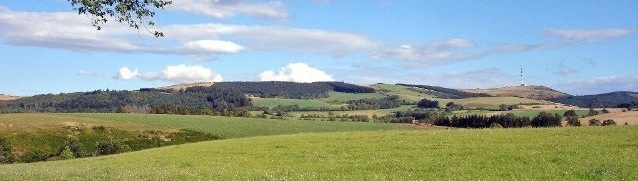
Paysage du Lévézou.

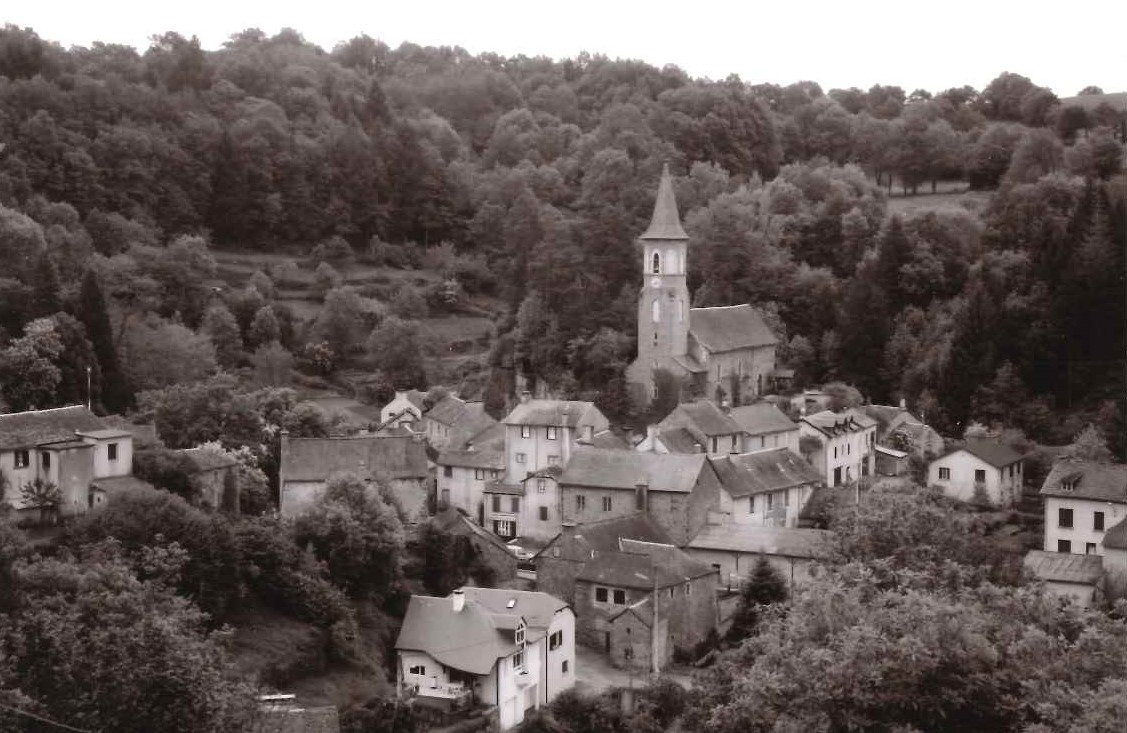
Vue partielle de Salmiech avec l'église Saint-Firmin.

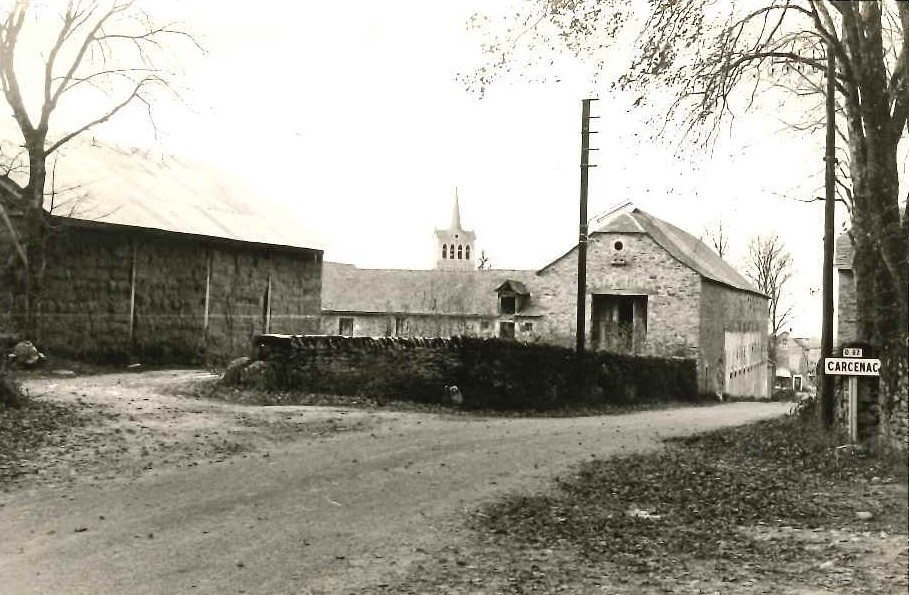
L'entrée du village de Carcenac, côté Est.

Joseph de Bonald dans Documents généalogiques sur des familles du Rouergue écrit : « Cette famille ne remonte par titres suivis qu’à l’année 1557. On en trouve pourtant des traces antérieurement à cette époque notamment dans plusieurs actes anciens qui sont aux archives du département. Ces actes présentent des lacunes et des obscurités qui ne permettent pas d’établir d’une manière claire et précise son ascendance au-delà du XVIe siècle… Firmin de Barrau qui testa le 7 avril 1557 est le premier auteur de la filiation prouvée ». Gustave Chaix d'Est-Ange écrit que cette famille est mentionnée dans des actes depuis la fin du XVe siècle. Hippolyte de Barrau écrit : « L'incendie de 1793, en détruisant la majeure partie de nos titres, nous a privés des moyens de pousser plus loin nos recherches ». Dans l'ouvrage Cartulaire de l'abbaye de Bonnecombe édité par Pierre-Aloïs Verlaguet il est mentionné dans le village de Carcenac-Salmiech, un personnage nommé Barraus da Carcennac, témoin à un accord de dîme en 1233 et cédant des droits sur un mas en 1242, mais en l'absence de preuves de filiation ce personnage ne peut toutefois être rattaché à ce jour à la famille de Barrau.
Carcenac est un village ancien qui est situé à environ cinq kilomètres au nord-est de Salmiech,,. Le toponyme « Carcenac » possède une terminaison celtique en « ac » (de -acum). La première construction de son église date au moins du XIIIe siècle. Au Moyen Âge, il n'y a pas de château dans la paroisse de Carcenac qui relève de la châtellenie de Salmiech, domaine des comtes de Rodez puis des seigneurs de Landorre à partir des premières années du XIIIe siècle. Dans la seconde moitié du XVIIIe siècle l'épouse d'un membre de la famille de Barrau dit de ce village qu'il est situé « sur une montagne déserte ».
Dans leurs ouvrages Hippolyte de Barrau et Henri Jougla de Morenas mentionnent que la famille de Barrau est noble depuis 1557 mais il a été démontré que ces informations sont erronées,. En effet, la filiation prouvée et suivie de cette famille remonte à Firmin Barrau, qui exerce la profession de notaire au XVIe siècle, à Salmiech. Ce village ou petit bourg est situé à une vingtaine de kilomètres au sud-est de Rodez, qui est la principale ville du Rouergue, en bordure ouest du Lévézou non loin du Ségala.

### Des derniers Valois aux premiers Bourbons: l'ascension sociale

#### Deux générations Barrau prennent alliances au sein de la vieille noblesse du Rouergue
Firmin (II) Barrau, fils de Firmin Barrau, épouse dans la deuxième moitié du XVIe siècle Françoise de Méjanès dont la famille appartient à l'ancienne noblesse du Rouergue. Durant les guerres de Religion son beau-père a défendu une place de la province contre les avancées des huguenots. Firmin II Barrau et son épouse ont notamment pour enfants Firmin III qui reprend le domaine familial situé à Carcenac, et Laurens qui hérite du domaine du Coutal entre Arvieu et Salles-Curan formant une branche qui restera roturière.
Firmin (III) Barrau épouse à son tour une noble en 1611,,,,. Gustave Chaix d'Est-Ange écrit à ce sujet : « Firmin Barrau s'apparenta aux meilleures familles de la noblesse du pays par son mariage contracté le 5 juin 1611 avec Marie de Faramond, fille de François de Faramond, d'une vieille famille chevaleresque encore existante, et de Louise de Lapanouse ». François de Faramond est l'aîné de son lignage et sa mère est née Marguerite de Morlhon. Louise de Lapanouse-Fabrègues, dame de Grèzes, est la fille de Guion de Lapanouse et d'Helips de Brezons.
Ainsi, depuis deux générations sous les derniers rois Valois et les premiers rois Bourbons, les héritiers Barrau à Carcenac contractent des alliances dans l'ancienne noblesse de leur province. Ces deux alliances se font avec des familles locales qui habitent la même partie du Rouergue qu'eux. La famille de Méjanès, possessionnée en Lévézou, remonte sa noblesse au Moyen-Âge. La famille de Faramond tire son nom d'un lieu relevant de la châtellenie de Salmiech, la Faramondie, elle remonte sa noblesse au XIIIe siècle avec une ascendance noble présumée au XIIe siècle, elle était vassale des châtelains de Salmiech au Moyen Âge. La belle-mère de Firmin (III) Barrau est une Lapanouse, sa famille remonte sa noblesse au XIIIe siècle, elle porte le nom de son village sur les terres des barons de Sévérac dont ils étaient vassaux au Moyen Âge, elle sera admise aux honneurs de la Cour au XVIIIe siècle. Quant à la grand-mère paternelle de l'épouse de Firmin (III), c'est une Morlhon, famille qui remonte sa noblesse au XIIIe siècle avec une ascendance noble présumée au XIe siècle, et qui a notamment compté parmi ses membres des sénéchaux.
Ces deux mariages représentent un désir de promotion sociale mais aussi la capacité à pouvoir entretenir une femme issue de la noblesse et leur donnent dès cette époque des parentés au sein de la noblesse d'épée du Rouergue,,,. Sur la signification sociale des alliances sous l'Ancien Régime, l'historien Roland Mousnier écrit : « dans cette société patrilinéaire, ce sont les mariages des mâles qui situent le rang social d'une famille » et Martin de Framond : « On jugera de ces mouvements dans l'échelle sociale, souvent masqués dans les généalogies, en notant les alliances ».

### Du règne de Louis XIV à celui de Louis XVI: une famille de la noblesse rurale et militaire

#### La troisième génération se qualifie noble, d'abord condamnée puis maintenue
À la génération suivante, l'un des fils de Firmin (III), prénommé Guion, devient par son mariage en 1656 avec Anne de Vedelly, possesseur en partie de la seigneurie de Trémouilles,. Il n'a pas fait un mariage noble mais grâce aux alliances de son père et de son grand-père il a plusieurs ascendants proches qui sont nobles,,,. Par l'héritage de sa femme il peut désormais se qualifier de « seigneur » (« La propriété d'une seigneurie est une dignité sociale ») et tirer des revenus de cette terre ; toutefois depuis 1579 la terre n'anoblit plus. Guion vit à la campagne comme ses ancêtres, c'est un rural, son père et son grand-père ont épousé des filles issues de vieilles familles nobles qui vivent sur leurs terres et servent les rois avec l'épée,,,. Ce monde est différent du milieu citadin. Il n'exerce pas de profession. Fort de ses parentés et probablement de l'héritage de sa femme, il se donne la qualité de noble depuis le milieu du XVIIe siècle ou encore en 1660 (noble Guion de Barrau, écuyer). En 1666, le roi Louis XIV ordonne une grande enquête sur la noblesse. Ne pouvant prouver une noblesse ni depuis 1560, ni par anoblissement, Guion Barrau de Carcenac est condamné le 9 octobre 1666 pour usurpation de noblesse à 600 livres d'amende par jugement de Claude Pellot, intendant de Bordeaux et de Montauban,. Malgré sa condamnation, il se qualifie noble et écuyer dans le contrat de mariage en 1680 de son fils noble Firmin de Barrau (1663-1739) qui épouse une damoiselle issue d'une famille d'ancienne chevalerie,,. En 1689 et 1692 il est encore mentionné noble Guion de Barrau.
Son fils, noble Firmin de Barrau, sert au ban et arrière ban en 1689, 1692 et 1694 vu les certificats des commandements de la noblesse du Rouergue justificatifs de ses services et le déchargeant en 1696.

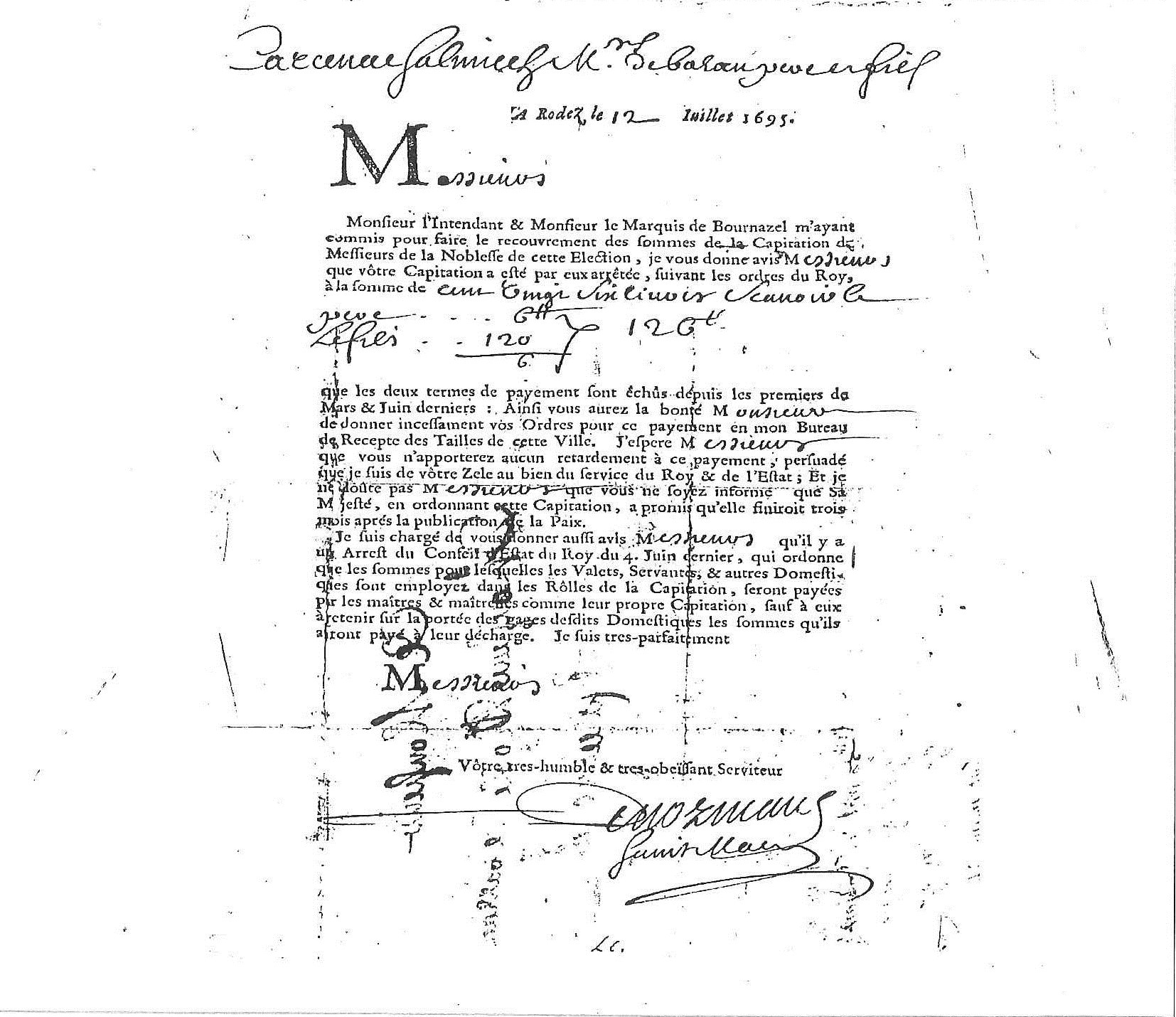
Capitation de messieurs de Barrau père et fils (1695).

En 1695, messieurs de Barrau père et fils (Guion et Firmin de Barrau) sont imposés à l'impôt de capitation noble,,. Firmin de Barrau doit payer 120 livres de capitation, ce qui correspond à la classe 10 dans laquelle sont imposés les gentilshommes seigneurs de paroisses,,, le degré supérieur des nobles ruraux, et son père 6 livres, ce qui correspond à la classe 19 dans laquelle sont imposés les gentilshommes n'ayant ni fief ni château.
Le 19 septembre 1699, Guion de Barrau, du lieu de Carcenac, obtient par jugement de Félix Le Peletier de La Houssaye, intendant de la généralité de Montauban, une maintenue en la noblesse. Nous savons de nos jours que cette maintenue fut fondée sur la filiation d'une famille homonyme, la famille de Barrau de Muratel. En effet Guion de Barrau a fait valoir un faux extrait d'acte de baptême du 15 mai 1635 par lequel il est dit fils de Jean de Barrau, seigneur de Campouliès, membre de la famille de Barrau de Muratel. Ce rattachement factice à la famille de Barrau de Muratel a entraîné des confusions entre ces deux familles chez des généalogistes jusqu'à l'époque contemporaine.
Il n'y a pas au XVIIe siècle d'autres jugements que ceux de 1666 et 1699,.
La famille de Barrau, du lieu de Carcenac, en Rouergue, obtient au total trois maintenues en la noblesse par les intendants de Montauban, : 19 septembre 1699 par l'intendant Le Peletier de La Houssaye en faveur de Guion de Barrau,,,,, 4 juin 1701 par l'intendant Legendre en faveur de Firmin de Barrau,,, 7 juillet 1716 par l'intendant Laugeois en faveur à nouveau de Firmin de Barrau,,,,, sur une preuve de noblesse datant de l'année 1539 que nous savons être relative à la famille de Barrau de Muratel.

#### Les alliances et les proches parentés

##### Pour les héritiers du domaine familial
Depuis le XVIe siècle, hormis Guion de Barrau en 1656 et en 1667 puis Pierre de Barrau en 1790, les héritiers du domaine familial prennent alliances dans de vieilles familles de la noblesse terrienne et d'épée du Rouergue,,,. Quant aux proches parentés (les belles-mères) elles sont également toutes du même milieu hormis au XVIe siècle et en 1656.
Ces alliances sont : au XVIe siècle famille de Méjanès (noblesse prouvée 1486, présumée 1382), en 1611 famille de Faramond (noblesse XIIIe siècle avec une ascendance noble présumée au XIIe siècle),, en 1656 famille de Vedelly (bourgeoisie possédant fief et portant qualifications nobles), en 1667 famille Desplas (bourgeoisie), en 1680 famille de Flavin (noblesse 1447), en 1730 à nouveau avec la famille de Faramond, en 1759 famille de Solages (noblesse XIIIe siècle), en 1790 famille Dablanc (branche restée non noble d'une famille du Quercy qui avait été anoblie au XVIIe siècle).
Ces proches parentés sont : au XVIe siècle famille Mazières (bourgeoisie), en 1611 famille de Lapanouse (noblesse XIIIe siècle, honneurs de la Cour au XVIIIe siècle), en 1656 famille de Moyssety (bourgeoisie), en 1667 famille de Combret (famille de noblesse médiévale à laquelle est présumée appartenir la deuxième belle-mère de Guion de Barrau), en 1680 famille de Seguy (ascendance noble présumée au XIIIe siècle), en 1730 famille de Michau (maintenue noble sur preuves de 1544), en 1759 famille de La Roque-Bouillac (noblesse début XIVe siècle avec une ascendance noble présumée au début du XIe siècle, honneurs de la Cour au XVIIIe siècle),, en 1790 famille de Morlhon (noblesse XIIIe siècle avec une ascendance noble présumée au XIe siècle),,,,.
Au XVIe siècle par l'intermédiaire de cette alliance avec la famille de Méjanès un cousinage plus lointain avec des familles nobles locales,,,.
Au XVIIe siècle, sur les trois héritiers deux s'allient dans la vieille noblesse et un dans la bourgeoisie,,,.
Au XVIIIe siècle, le beau-père de Pierre Firmin de Barrau (1681-1761) est commissaire de la noblesse de l'élection de Rodez et celui de Jean Antoine de Barrau (1737-1798) est possessionné à Carmaux, en Albigeois. Le mariage de Jean Antoine de Barrau permet à ses enfants d'hériter de biens en Albigeois. L'alliance avec les Solages, installés en Albigeois, permet aux Barrau de s'allier en-dehors du Rouergue.
Par ailleurs le gendre de Jean Antoine de Barrau est le fils de Jean-André de Balsac, conseiller au parlement de Toulouse,.
Pierre de Barrau (1761-1829), fils de Jean Antoine, a ses parents, grands-parents et arrière-grands-parents nobles tant du côté paternel que du côté maternel, si cela suffit il peut ainsi être qualifié de « gentilhomme de quatre lignes »,.

##### Pour les autres membres de la famille
Au XVIe siècle ni alliances nobles ni proches parentés nobles.
Au XVIIe siècle les alliances se font soit dans la noblesse soit dans la bourgeoisie, elles sont toujours rouergates. Parmi les alliances nobles : en 1647, avec la famille de Grimal (maintenue noble sur preuves de 1548), en 1676 avec la famille de Bonnafos de Scorailles (Gabrielle de Scorailles, dame héritière du fief de Bourran, en Rouergue, avait épousé en 1553 Jean de Bonnafos), en 1685 avec la famille de Davy. Parmi les alliances bourgeoises possédant fiefs et/ou portant qualifications nobles : de Janson (avant 1660), d'Assier de Tanus (1674), de Moly (1675).
Au XVIIIe siècle les alliances sont pratiquement toutes nobles,. Nous pouvons citer au cours de ce siècle les alliances nobles suivantes : en 1750 avec la famille de Trédolat (maintenue noble sur preuves de 1558), en 1755 avec la famille de Méjanès-Puechlor (branche de la famille de Méjanès),,, en 1782 avec la famille de Balsac-Firmy (anoblie par charges),. Parmi les quelques alliances bourgeoises de ce siècle : une nouvelle alliance avec la famille de Vedelly (1760).

#### Le service du roi aussi à la cour de France et une fin de siècle trouble et rude
Au cours du XVIIIe siècle des membres de la famille de Barrau servent dans la maison militaire des rois Louis XV et Louis XVI (gardes du corps du roi, mousquetaire).

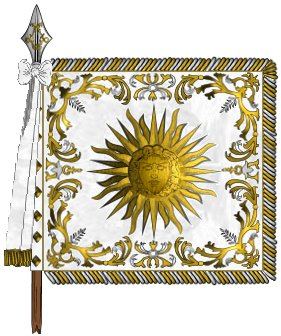
Étendard de la compagnie écossaise des gardes du corps du roi.
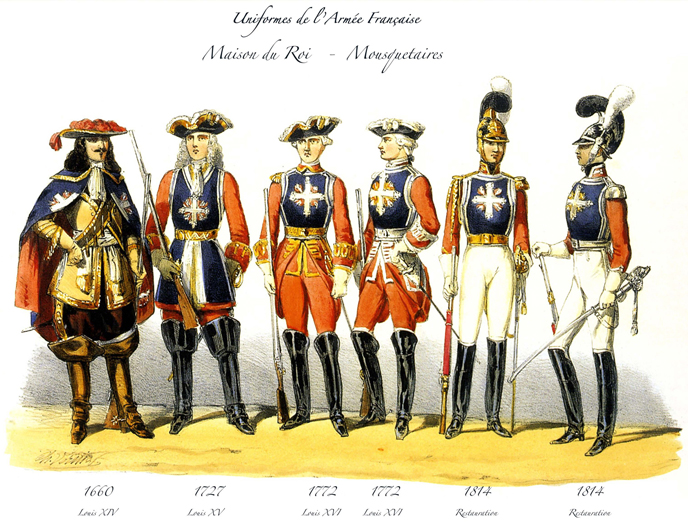
Mousquetaires du roi.

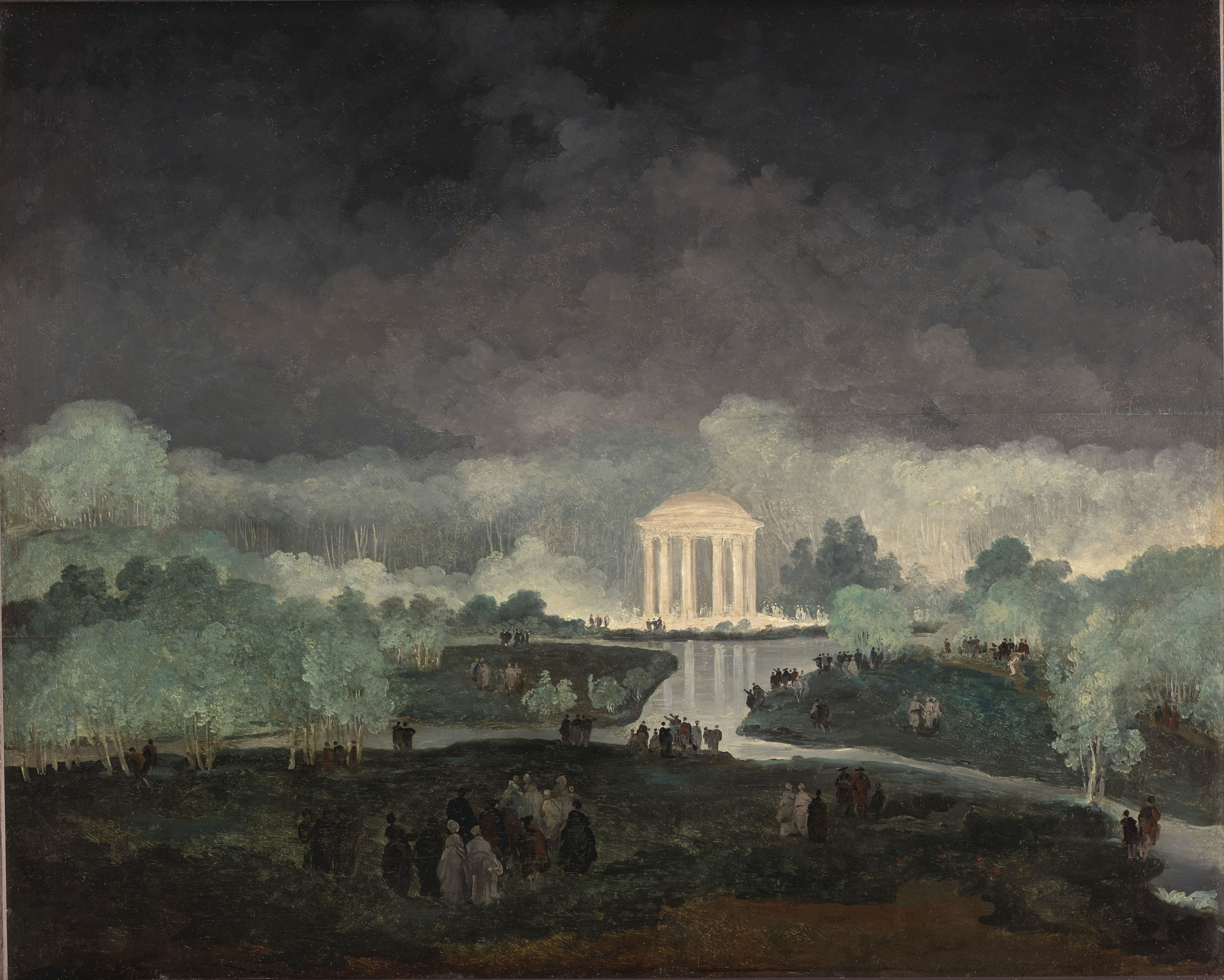
Une fête de nuit donnée par la reine Marie-Antoinette à Trianon.

L'un des fils de Pierre de Barrau dira de son père : « officier remarqué par sa bonne mine, son adresse à cheval, aux armes, à la danse ». Lors de ses périodes de service à Versailles, un jour de fête, Pierre de Barrau figure dans une contredanse (quatre couples de danseurs dans un carré) dans laquelle est également la reine Marie-Antoinette.
D'autres servent dans les armées royales (infanterie, dragons, cavalerie, chevau-légers), parmi ceux-ci : Guillaume de Barrau, capitaine d'infanterie, est fait chevalier de Saint-Louis en 1745, ou encore, Alexandre Augustin de Barrau (1745-1787), lieutenant des chevau-légers au régiment Royal-Navarre cavalerie en 1779 puis capitaine dans Languedoc-dragons. Le service dans les armées et à la Cour à Versailles permet de sortir du monde rural. Dans l'armée régulière, tous, à part peut-être un, servent dans le corps des officiers. Dans la maison militaire du roi ils sont hommes du rang, toutefois ce service est plus prestigieux car il se déroule à la Cour et ces hommes ont l'équivalence du rang d'officier dans l'armée régulière. Par ailleurs le corps des mousquetaires s'adresse aux jeunes gentilshommes dont les familles ont des relations et une certaine aisance financière. Le service à Versailles permet de se constituer un réseau de relations à la Cour et à Paris et de se tenir au courant des dernières modes et nouvelles. Ils ont des cousins germains qui servent également dans la Maison militaire du roi : Françoise de Barrau, mariée le 6 août 1755 à Joseph de Méjanès-Puechlor, garde du corps du roi Louis XV, a pour enfants deux fils brigadiers dans les gardes du corps du roi Louis XVI.
À l'exception de deux membres, l'un juge au XVIIe siècle et l'autre avocat en parlement après avoir été garde du corps du roi Louis XV, aucun membre de la famille de Barrau n'exerce de charge ou d'office,. Certains restent vivre sur leurs terres familiales, d'autres font le service des armes,,.
En 1765, madame de Barrau, née de Solages, est enlevée par son frère le comte Hubert de Solages. Mariée depuis 1759 avec Jean Antoine de Barrau, elle dit vouloir le fuir et a fait appel à son frère. Après cet enlèvement, le frère et la sœur de Solages sont arrêtés par lettres de cachet, la sœur est envoyée au couvent et le frère est enfermé dans diverses forteresses puis à la Bastille, à Paris, où il est libéré par les révolutionnaires le 14 juillet 1789. Leur père, Antoine Paulin de Solages, marquis de Carmaux, reconnaît en 1776 avoir été circonvenu par Jean Antoine de Barrau pour faire arrêter sa fille,. Cette affaire éclaire d'un jour nouveau les raisons de la présence du comte de Solages parmi les sept prisonniers de la Bastille délivrés par les révolutionnaires.

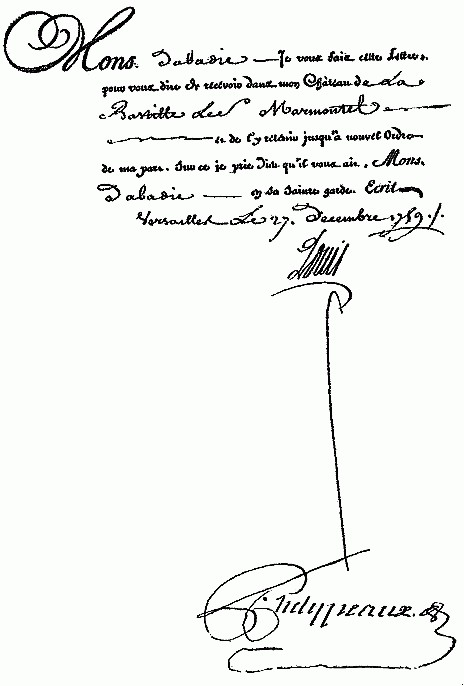
Une lettre de cachet.
Prise de la Bastille le 14 juillet 1789.

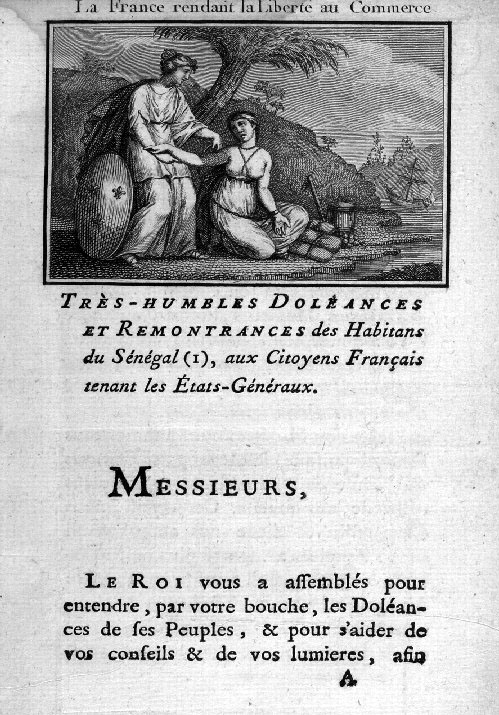
Un cahier de doléances.

En 1789, Jean Antoine de Barrau, Pierre Firmin de Barrau de Caplongue et de Barrau d'Espinassettes sont convoqués au sein des assemblées de la noblesse de la sénéchaussée de Rodez et bailliage de Millau,,. Pierre Firmin de Barrau de Caplongue et de Barrau d'Espinassettes figurent parmi les électeurs,. Jean Antoine de Barrau avait donné procuration à de Barrau de Caplongue.
Pierre Firmin de Barrau de Caplongue est l'un des rédacteurs du cahier de doléances de la noblesse de la sénéchaussée de Rodez et bailliage de Millau pour les États généraux de 1789,,. Dans l'ouvrage La noblesse au XVIIIe siècle Guy Chaussinand-Nogaret écrit que les rédacteurs des cahiers de doléances étaient choisis principalement en fonction de leur compétence.

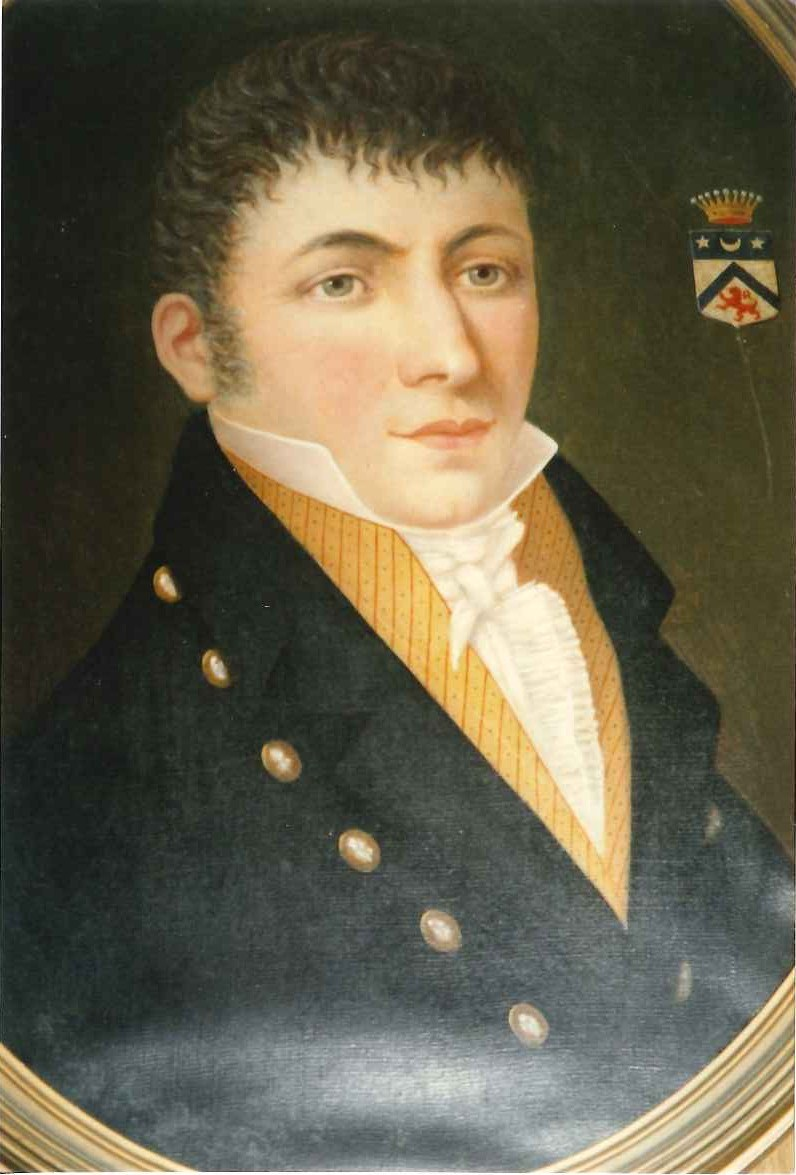
Pierre de Barrau (1761-1829).

Durant la Révolution française la famille de Barrau est accusée de fidélité à l'ancienne monarchie. En 1792 de Barrau est mentionné dans une affaire où il a protégé des prêtres réfractaires contre la troupe révolutionnaire : « À peine arrivés vis-à-vis de Carcenac et Lagranville, nous aurions vu une garde nombreuse, avec un chef, qui nous talonnait, et nous aurions été obligés de prendre la fuite. Que cet aveu est pénible  pour de vrais républicains (sic) ! Nous mourions de chagrin. Leur chef, de Barrau, a fait tirer sur nous. Deux balles ont sifflé à nos oreilles ; une a traversé la poche d'un de nos soldats, plus âgé et moins leste à courir. Ils nous ont crié toutes sortes d'insultes. Et nous nous sommes retirés à quatre heures du soir, tous à jeun. Nous aurions alors distribué vingt livres à notre détachement. Signé : Souyri, commandant en chef du bataillon de Calmont. » Le 1er novembre 1793 une troupe révolutionnaire forte de 800 hommes pille et incendie le château de la famille de Barrau dans le village de Carcenac,,,,,,,. À ce sac participe le jeune soldat Jean-Baptiste Grivel. Pierre de Barrau doit se cacher dans les bois et dans des maisons sûres dans la campagne aveyronnaise,. Le 1er mars 1794, il se constitue prisonnier à Rodez pour faire libérer son père,. Quelques mois plus tard, Antoine Fouquier-Tinville donne l'ordre de traduire par-devant le Tribunal révolutionnaire Barrau père et Barrau fils. Le père est à nouveau recherché et le 23 juillet 1794 des hommes viennent chercher le fils à la maison de réclusion où il est retenu pour le transférer à la prison criminelle,. Ce dernier réussit toutefois à s'échapper à temps par les toits, dans sa fuite il est même obligé de sauter au-dessus d'une ruelle où les gouttières du toit opposé se brisent sous ses pieds,, puis il va se cacher durant trois semaines dans les rochers qui surplombent l'Aveyron, non loin de Belcastel, où la nuit des amis lui apportent à manger.

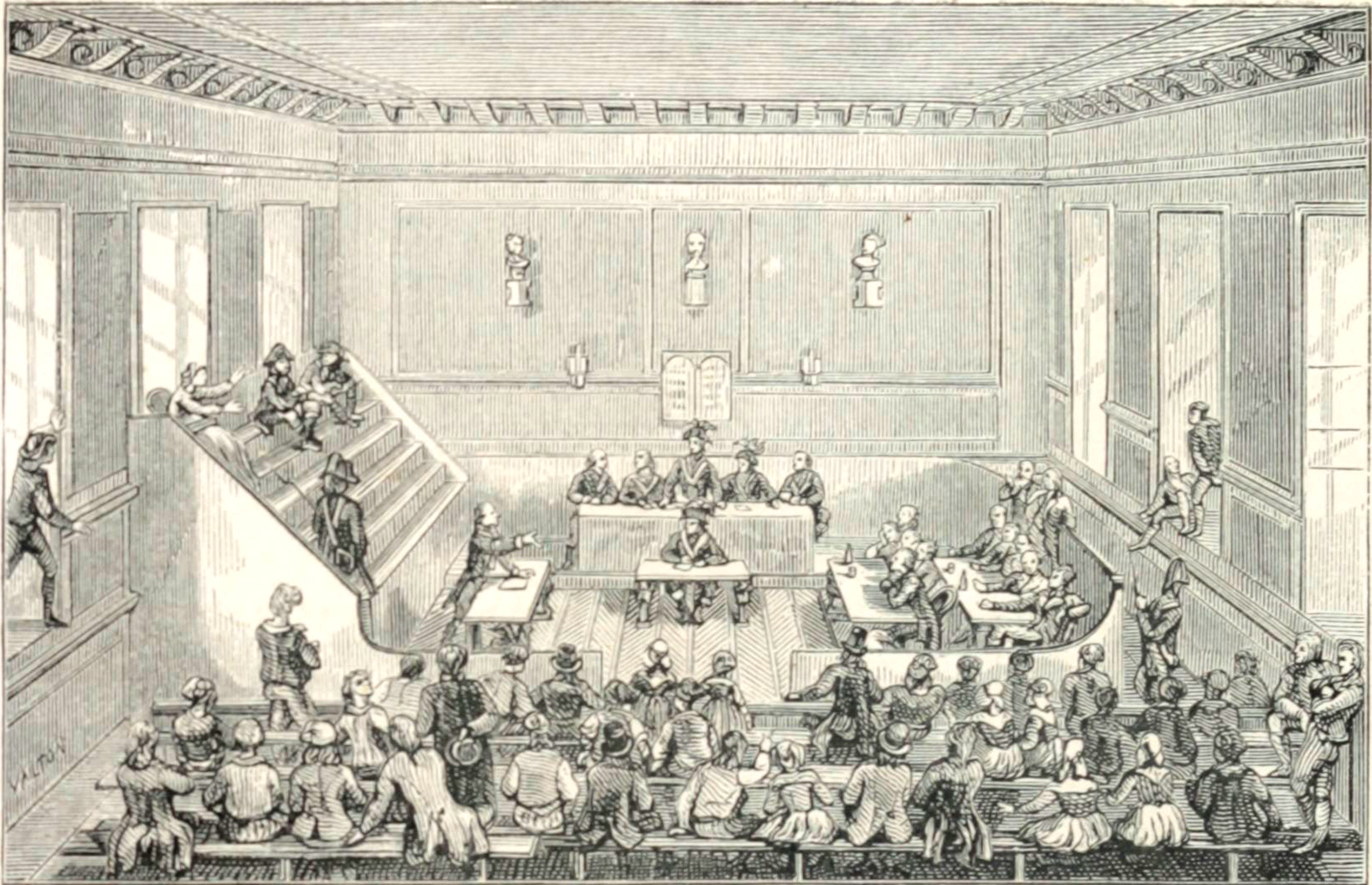
Le tribunal révolutionnaire.
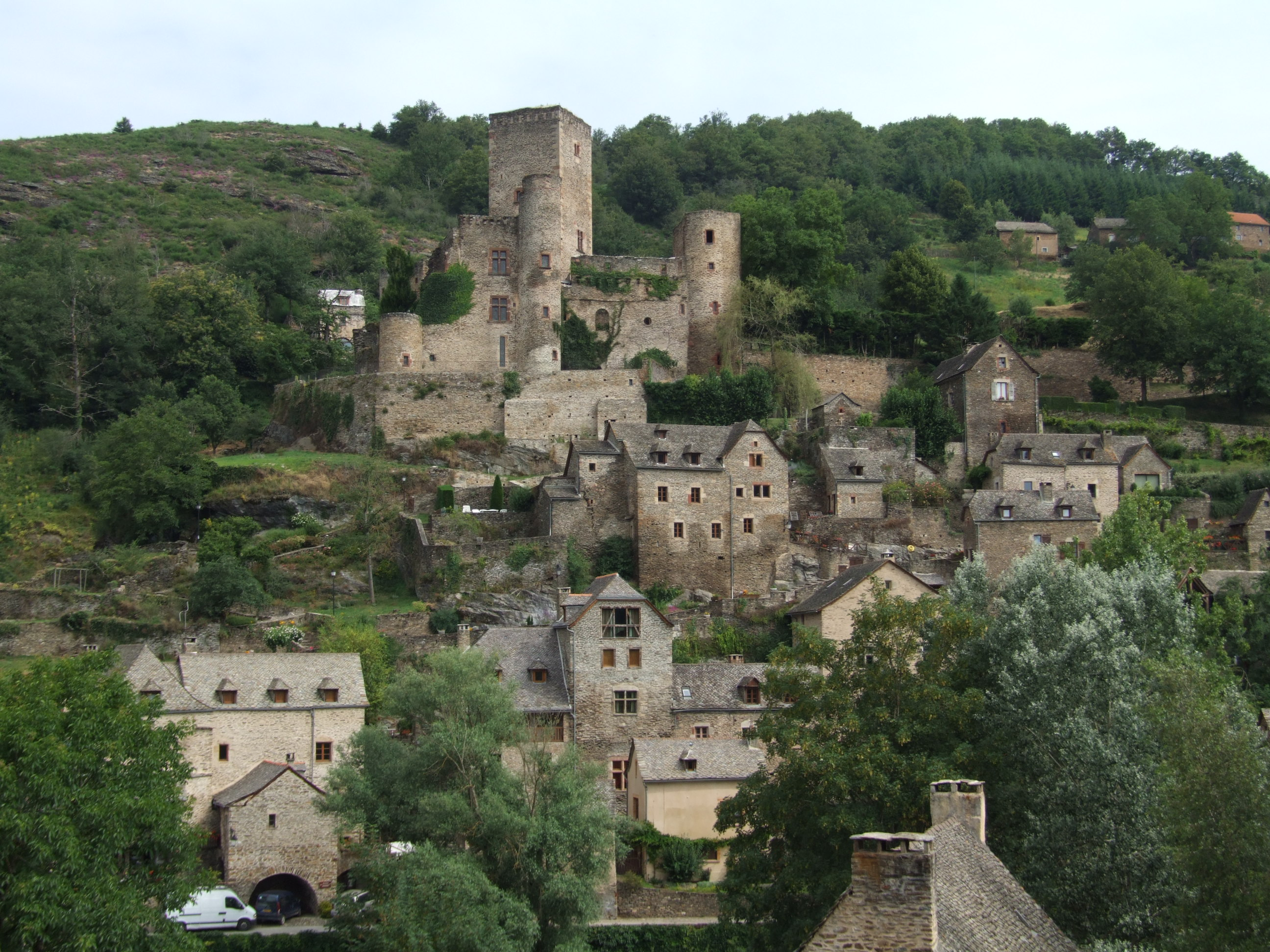
Le village de Belcastel.

### Après la Révolution française, des notables aveyronnais dont certains s'impliquent dans la vie nationale
Dans la nouvelle entité territoriale constituée en 1790 et dénommée département de l'Aveyron, des personnalités constituent ce que l'on appelle des notables. Au sein de ce groupe social qui détient mandats politiques, biens fonciers, relations, influences et pouvoirs, il y a des membres d'anciennes familles,,,, et parmi eux des membres de la famille de Barrau. Ces derniers ont des biens sis principalement dans leurs anciennes possessions, mais aussi à Rodez et dans le vallon de Marcillac où est situé le domaine de La Contie dont ils héritent à la suite du mariage d'Eugène de Barrau. Ils occupent diverses fonctions et s'impliquent dans la presse du département, ils ont des liens familiaux avec d'autres familles de notables aveyronnais (depuis 1782 avec la famille de Balsac (de Firmy), en 1839 avec le mariage d'Eugène de Barrau). Ils ont également des mandats électoraux : Pierre de Barrau est maire, Hippolyte de Barrau est maire de Salmiech et conseiller général dans les cantons réunis de Cassagnes-Bégonhès et de Réquista, Eugène de Barrau 
est conseiller général dans le canton de Cassagnes-Bégonhès et conseiller municipal de Valady, Adolphe de Barrau est conseiller général dans le canton de Cassagnes-Bégonhès,,. En Quercy, Jean Baptiste Firmin de Barrau est maire de Bretenoux de 1843 à 1846.
En ce siècle les alliances se font exclusivement au sein de la bourgeoisie, et une seule parenté proche noble : de Catellan-Caumont.
Au début de la Restauration, Pierre de Barrau est le principal rentier de son canton. Benoît Delheure, auteur de l'article Les notables ruthénois et la propriété foncière au temps de l'affaire Fualdès, écrit : « À côté du canton de Bozouls, celui de Cassagnes attire six notables ruthénois, pour la plupart membres de grandes et anciennes familles rouergates […] Mais le notable dont l'assise foncière semble la plus importante dans ce canton n'est autre que Pierre-Firmin Barrau de Carcenac. Cette famille est connue notamment par la destruction de son château pendant la Révolution. Il apparaît dans les sources fiscales et à l'Enregistrement comme un propriétaire rentier dont les biens s'étalent dans la région de Carcenac, Caplongue, Arvieu, Trémouilles et Salmiech ».

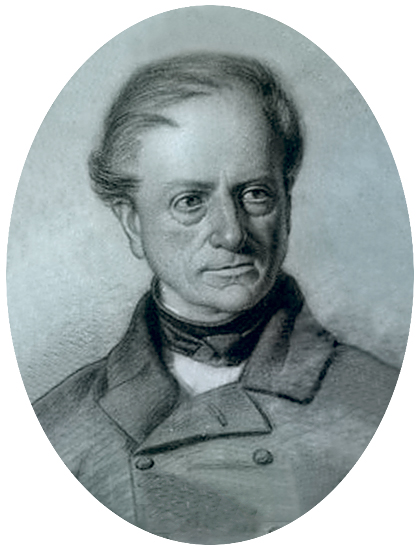
Hippolyte de Barrau (1794-1863).

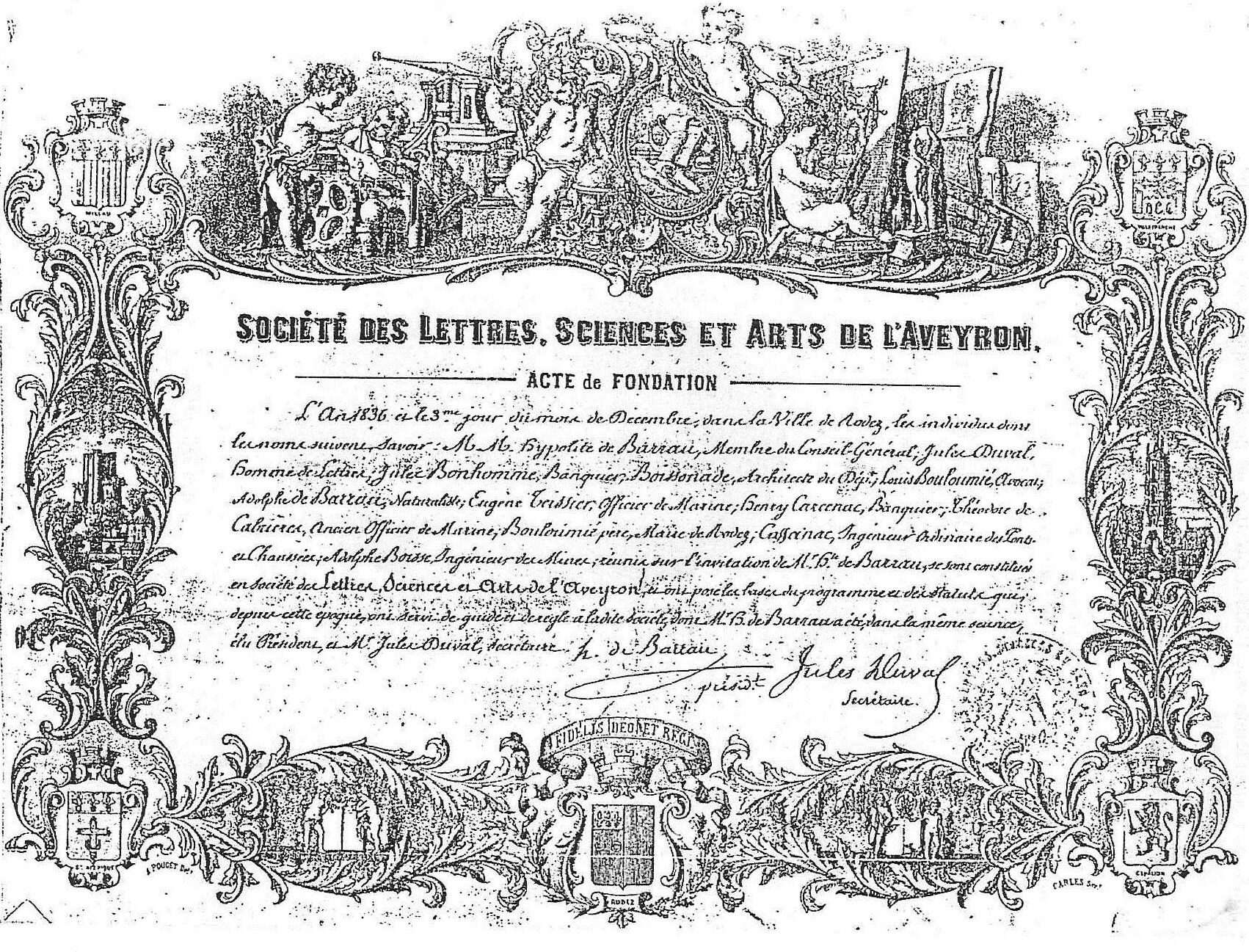
Acte de fondation de la Société des lettres, sciences et arts de l'Aveyron en 1836.

Hippolyte, Eugène et Adolphe de Barrau, trois des fils de Pierre de Barrau, entretiennent des relations et des correspondances avec d'autres notables de leur département mais aussi d'autres régions françaises (par exemple, avec Amédée de Pérusse des Cars, avec M. de Saint-Priest, avec Pierre-Antoine Berryer, avec Alfred Moquin-Tandon). Ils ont également un cousin germain, Auguste de Balsac, fils de Victoire de Barrau, qui est préfet, secrétaire général du ministère de l'Intérieur, conseiller d'État, député,.
Depuis la Restauration les études historiques sont encouragées, ainsi en 1836 Hippolyte de Barrau est à l'initiative de la création de la Société des lettres, sciences et arts de l'Aveyron, membre fondateur avec Jules Duval et d'autres notables du département, dont son frère Adolphe de Barrau. Il en est élu le premier président,. Cette société savante regroupe depuis sa fondation un certain nombre de notables, diverses personnalités jusqu'à ce jour, et conserve de nombreux documents sur le département de l'Aveyron. Eugène de Barrau y avait été admis lors de la fondation et il en est élu vice-président de 1871 jusqu'à sa mort en 1887,. À partir de 1889 Fernand de Barrau est également membre de cette Société. De 1836 à nos jours la famille de Barrau est toujours représentée au sein de la Société des lettres, sciences et arts de l'Aveyron,,,,.
En 1839 Eugène de Barrau épouse Coralie Manzon, fille d'Anicet Manzon et de Marie Thérèse de Catellan-Caumont. Coralie est veuve d'Henri de Séguret, qui avait été de son vivant président du tribunal de Rodez, député de l'Aveyron et conseiller général,. Par sa femme Eugène est proche parent avec Louis de Guizard, préfet et député de l'Aveyron. Après son mariage Eugène de Barrau mène une vie de rentier. Il a rédigé ses Mémoires qui ont été publiées en 2007 par la Société des lettres, sciences et arts de l'Aveyron. Dans cet ouvrage il est écrit ce commentaire : « Au final, les Carnets d'Eugène de Barrau sont d'une extraordinaire richesse, marqués aussi du sceau d'une remarquable diversité. En livrant un foisonnement de notations quotidiennes, ils constituent un document d'une grande précision sur les façons de vivre, les mentalités, la sensibilité des cercles de notables du département. Mais le combat légitimiste hisse Les Chemins d'une vie, dans la sphère de la politique nationale et de la « grande histoire », sur lesquelles le rédacteur des Carnets porte un regard tantôt passionné, tantôt désabusé. ».
En 1849 Hippolyte de Barrau est nommé conseiller de préfecture au sein de la préfecture de l'Aveyron à Rodez, il sert l'État sous différents Régimes et il termine sa carrière sous le Second Empire comme secrétaire général de cette même préfecture (1853-1855),,. Un témoignage rapporte qu'« il fut tout à coup révoqué de ses fonctions, par suite de l'hostilité de certaines personnes que son influence offusquait ».
Hippolyte, Eugène et leur neveu Fernand de Barrau consacrent une partie de leurs activités à des travaux à caractère historique sur le Rouergue notamment. Hippolyte rédige en sus un ouvrage de généalogie sur les familles du Rouergue qui est toujours édité de nos jours, et comme son frère Eugène il est également un mémorialiste. En 1935, Henry Bedel (secrétaire de l'Action française et membre de la Société des lettres, sciences et arts de l'Aveyron) écrit dans Le Courrier du Centre : « Qu'une famille offre successivement en un siècle plusieurs générations de lettrés attachés à l'étude des vieux grimoires, cela représente quelque chose. Mais quand elle présente, en outre, trois historiens de la valeur et du sérieux des trois Barrau [Hippolyte, Eugène et Fernand de Barrau], dont la biographie nous arrête aujourd'hui, il faut s'incliner. De tels exemples ne sont pas si nombreux. Leur œuvre à tous trois, espacée, en cette centaine d'années, mais qui souvent se mêle, se pénètre et se continue, est considérable. Il ne paraît guère possible d'étudier la fin de l'Ancien Régime et le commencement des temps modernes [en Rouergue] sans recourir à eux ».

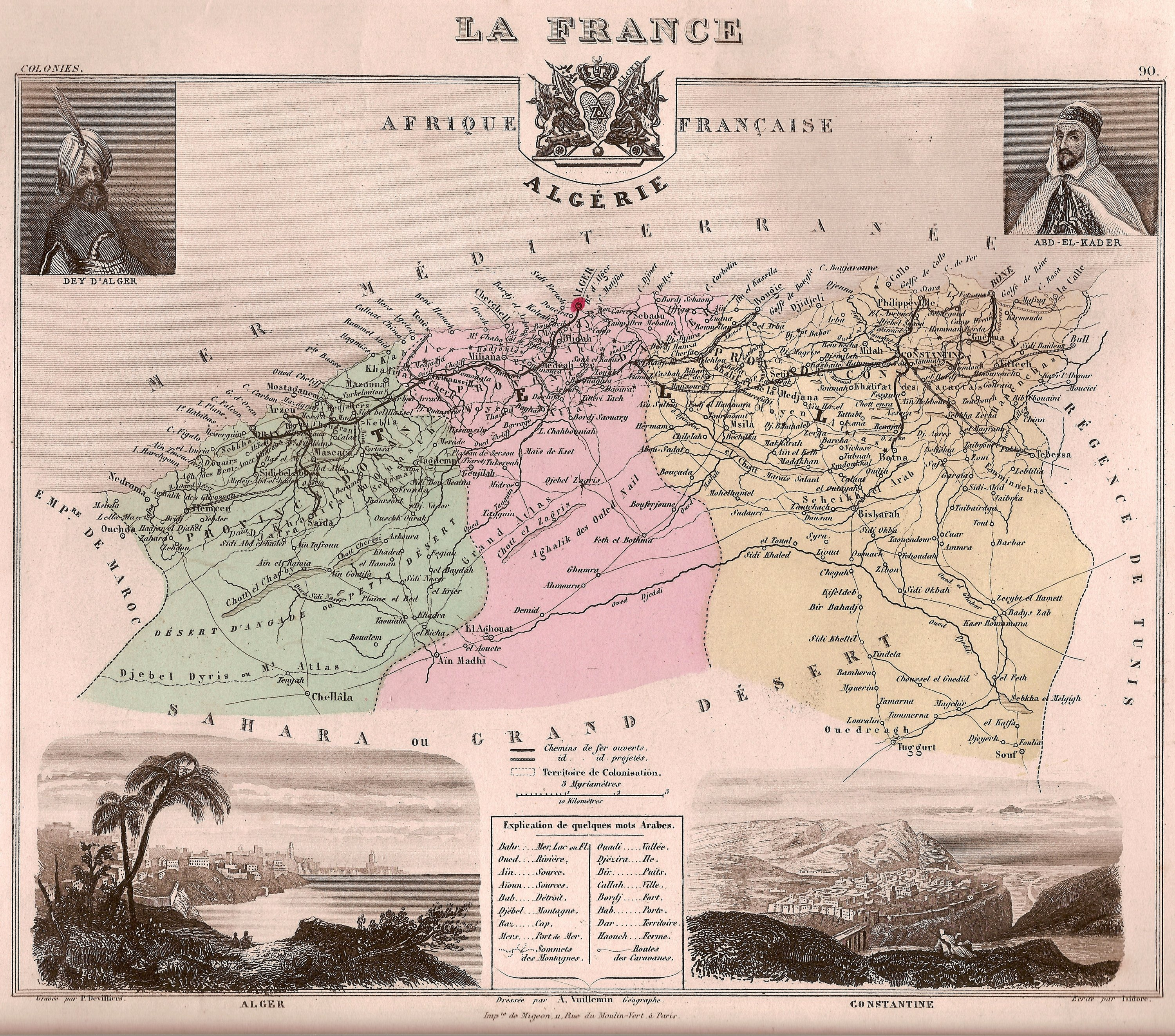
Carte de l'Algérie française.

Adolphe de Barrau (1803-1884), est médecin à Carcenac-Salmiech. Il s'intéresse aux plantes et herborise de 1820 à 1845,. En 1839 et 1840, sous la monarchie de Juillet, il est membre de la Commission d'exploration scientifique d'Algérie en tant que botaniste. À la suite de la conquête de l'Algérie par la France en 1830 l'idée naît dès 1833 de créer une Commission afin de mener des recherches en Afrique et plus particulièrement en Algérie. Il intègre ainsi une équipe qui regroupe des scientifiques français recrutés sur leurs compétences afin d'explorer le territoire algérien,.
En 1880, Raymond de Barrau (1847-1931), ancien avocat à la cour d'appel de Paris, docteur en droit, désormais magistrat, démissionne de ses fonctions à la suite de l'expulsion des Congrégations chrétiennes en France. Sa lettre de démission, qui a été reproduite dans deux journaux du sud-ouest de la France, met en avant la défense de la propriété privée sur fond de crise entre l'État français et l'Église catholique : « Condom, date 6 novembre 1880. Monsieur le garde des Sceaux, Sincèrement convaincu que les décrets du 29 mars [pris par la Troisième République le 29 mars 1880 en France contre les congrégations] sont entachés d'excès de pouvoir, ainsi que l'ont établi d'une manière irréfutable nos plus éminents jurisconsultes, et qu'ils constituent surtout pour l'administration un moyen détourné de dessaisir l'autorité judiciaire, seule et dernière sauvegarde du droit de propriété et de l'inviolabilité du domicile, je considère comme un devoir de résigner mes fonctions, auxquelles j'étais cependant profondément attaché. Les conserver un jour de plus semblerait impliquer de ma part une adhésion, au moins tacite, à des mesures que ma conscience réprouve. Je n'hésite donc pas à briser ma carrière, quoique je n'ai pas été appelé à prêter mon concours effectif aux actes qui viennent de s'accomplir dans l’arrondissement de Condom. En conséquence, j'ai l'honneur de vous adresser ma démission des fonctions de substitut près le tribunal de cet arrondissement. J'ai l'honneur d'être, avec respect, Monsieur le garde des Sceaux, votre très humble serviteur. BARRAU ».

#### Un engagement catholique et royaliste
Depuis la Révolution française, des membres de la famille de Barrau s'engagent pour défendre les idéaux catholiques et royalistes.
En 1792, de Barrau est mentionné dans une affaire où il a protégé des prêtres réfractaires contre la troupe révolutionnaire et a fait tirer sur des révolutionnaires.
Hippolyte de Barrau, né en 1794, connaît une carrière militaire mouvementée d'une quinzaine d'années et pendant ces années-là il participe avec son frère Victor de Barrau (1796-1825), garde du corps du roi Louis XVIII (compagnie de Croÿ) puis officier dans l'armée, à diverses tentatives de conspirations royalistes,. Il est par ailleurs l'un des chevaliers de la Foi en Aveyron. En 1831 il lance La Gazette du Rouergue (1831-1836), journal d'opinion légitimiste.

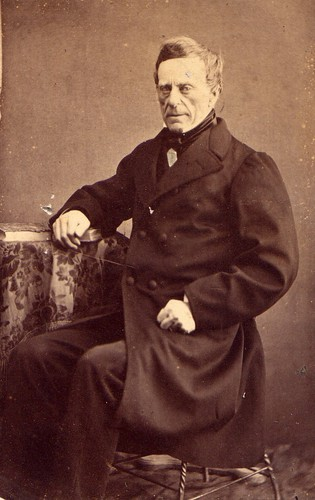
Eugène de Barrau (1801-1887).

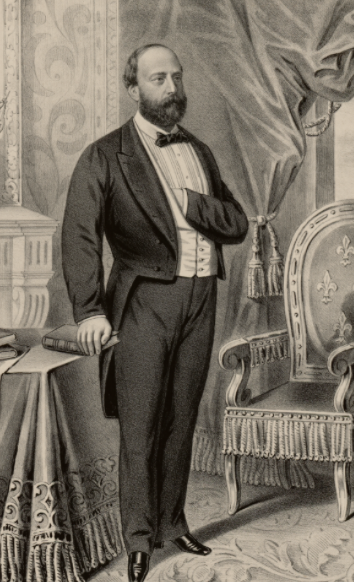
Henri d'Artois, dit « comte de Chambord ».

Les nouvelles conditions de vie que connaît Eugène de Barrau après son mariage en 1839 lui permettent de se consacrer à des voyages, à des actions religieuses et caritatives et plus pleinement à son engagement pour la cause légitimiste. Il rend visite en 1843 à Henri d'Artois, prétendant légitimiste aux trônes de France et de Navarre, il lance en 1845 L'Écho de l'Aveyron (1845-1863), journal de droite qui s'oppose à la politique de Napoléon III, et en 1852 il est chargé d'une mission confidentielle auprès d'Henri d'Artois. Sur cette mission il écrit dans ses Carnets personnels : « je recevrai une mission qui ne pouvait se transmettre qu'oralement et par personne sûre. L'idée d'être de quelque utilité à ma cause me détermina très vite, et la nuit suivante j'avais pris mon parti […] Celle-ci [l'audience] fut courte, le prince me chargea en peu de mots de sa réponse verbale au message verbal que j'avais rempli près de lui ». À partir des années 1870 et la chute du Second Empire, Eugène de Barrau fonde des comités légitimistes en Aveyron et s'occupe du journal Le Peuple par lequel ces comités expriment leurs convictions auprès du grand public : « Le Peuple est fondé en 1871 par l'abbé Vernhet, missionnaire apostolique. Ce journal, dont il est à la fois propriétaire, directeur et rédacteur en chef, voit le jour à Saint-Affrique où il paraît jusqu'en 1875, avant d'être transféré à Rodez où son impression est assurée jusqu'en 1879, date de sa disparition définitive. Cet organe vendu en moyenne à un peu plus de quatre cents exemplaires apparaît comme le journal le plus résolument royaliste du moment. »
De 1886 à 1901, Fernand de Barrau (1851-1938), est le rédacteur en chef du Journal de l'Aveyron à cette époque d'opinion catholique et royaliste,. Lors de sa prise de fonctions il déclare : « Le Journal de l'Aveyron, qui entre dans sa quatre-vingt-deuxième année, change aujourd'hui de rédacteur : il ne changera pas de principes. Avant nous, il était monarchiste et catholique ; à son âge, on ne se corrige pas ; ses abonnés le trouveront toujours catholique et monarchiste ». Ce journal est le plus ancien des journaux aveyronnais et l'un des plus importants du département.

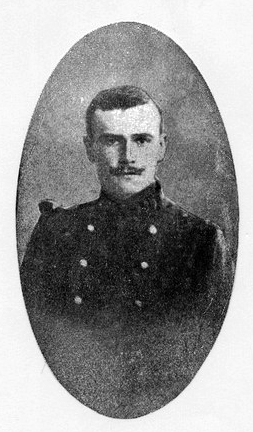
Jean de Barrau (1889-1914).

Au début du XXe siècle, Jean et Paul de Barrau, deux des fils de Fernand de Barrau et d'Henriette Fabre, perpétuent l'engagement pour la cause royaliste. Ils sont membres de l'Action française, force politique royaliste sous l'influence de Charles Maurras. Durant son service militaire, Jean retrouve Maxime Real del Sarte, et connu pour ses opinions, il fait de la prison. Avec les camelots du roi il participe à des actes de violence, le 14 mars 1913 il est au Manège du Panthéon, à Paris, où les camelots chargent les antimilitaristes, la même année il gifle un professeur de Rodez accusé de propos antimilitaristes. En novembre 1913, il entre au comité directeur de la fédération nationale des camelots du roi. Il est également le secrétaire particulier, des mois de février à août 1914, de Philippe, duc d'Orléans, prétendant orléaniste au trône de France. Le prince, sous le coup de la loi d'exil, et son secrétaire, vivent au manoir d'Anjou en Belgique. Paul, de son côté, fonde à Rodez en 1909 une section « Action française » dont il est le président.

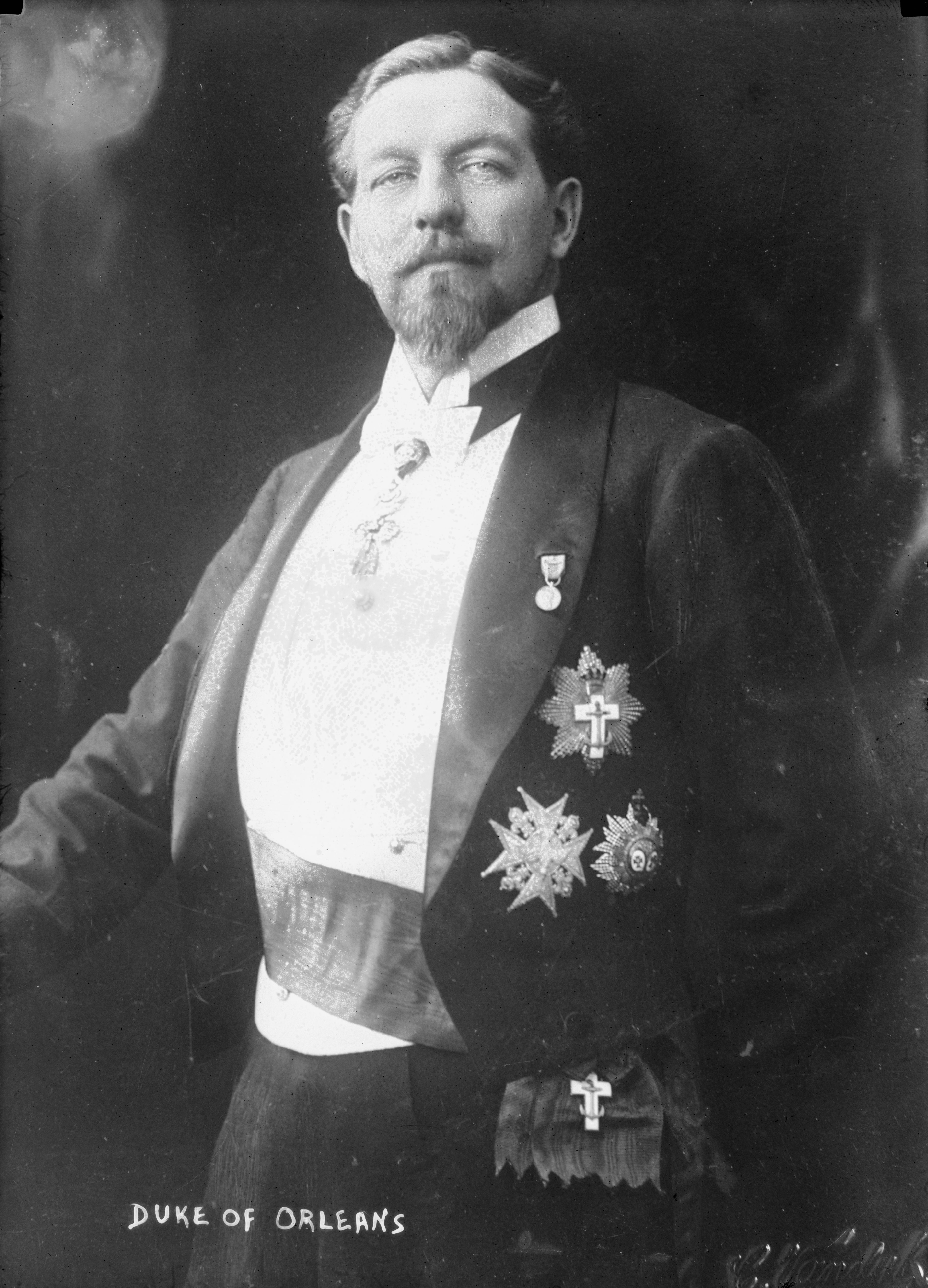
Philippe, duc d'Orléans.
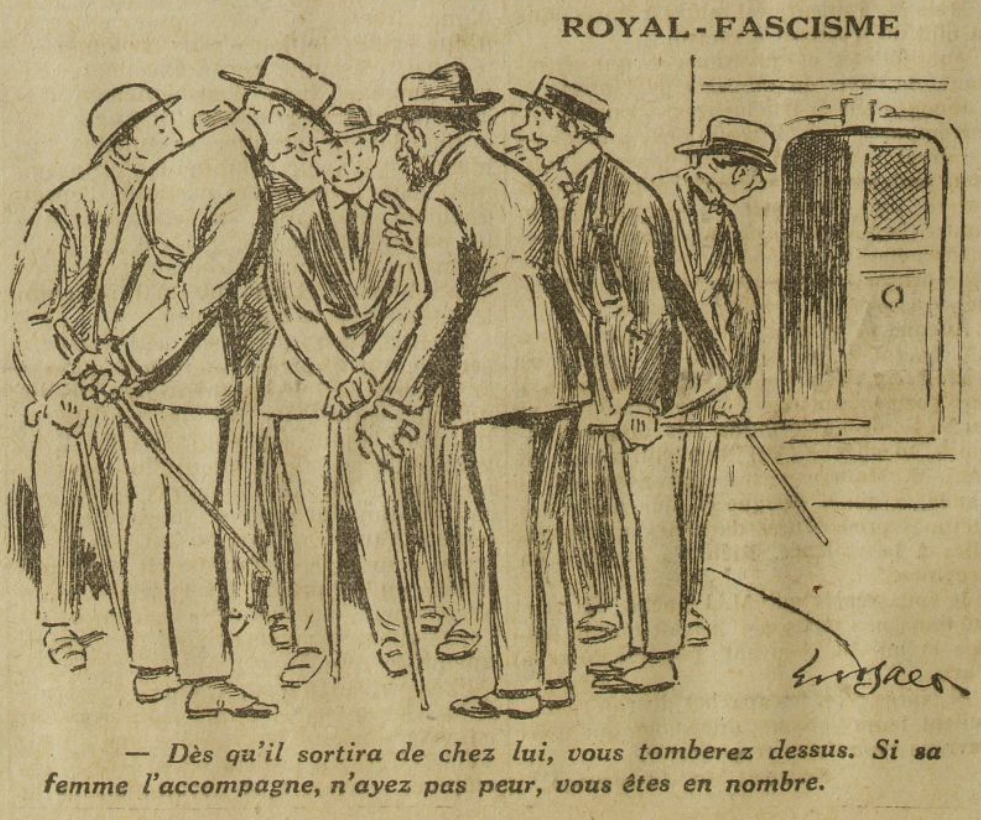
Satire des camelots du roi connus pour leurs actions violentes.
Logo de l'Action française.

Dans cette société où les Régimes différents se succèdent depuis 1789, plusieurs membres de cette famille ont fait le choix de rester fidèles aux idéaux royalistes, et ce malgré le ralliement progressif de l'Aveyron et des catholiques au régime républicain. Cet engagement public a débuté lors de la Révolution française et c'est cette mémoire qui s'exprime jusqu'au XXe siècle. Il s'est ainsi étalé sur quatre générations et a duré plus d'un siècle. Le 24 avril 1917, dans la huit cent treizième liste de sa rubrique « Au champ d'honneur », le journal L'Action française écrit : « La famille de Barrau, l'honneur du Rouergue catholique et royaliste, comptait au début de la guerre, six combattants. À l'heure actuelle, trois sont morts pour la France ; trois sont restés face à l'ennemi ».

### Les temps récents et actuels
Après la disparition de Raymond et de Fernand de Barrau, en 1931 et en 1938, cette famille ne compte pas de nouvelles personnalités notables. La notabilité au sens du XIXe siècle a perdu son pouvoir avec les bouleversements des deux guerres mondiales. Par ailleurs à la suite des combats de la Première Guerre mondiale Fernand de Barrau perd trois de ses quatre fils (Jean et Paul au combat, Roger des suites de ses blessures après la guerre), Guy de Barrau, son cousin, un temps conseiller municipal de Salmiech, perd l'un de ses deux fils (Louis au combat). Ainsi sur les six jeunes hommes Barrau quatre meurent.
De nos jours nous retrouvons certains de ses membres dans un annuaire mondain.
En 1972, l'un de ses membres prend alliance dans la famille du général de Gaulle (branche de Paris),.
La famille de Barrau est une famille subsistante de la noblesse française. Certains de ses membres ont été admis depuis 1992 au sein de l'ANF,.
L'actuel château de Carcenac est la propriété de Gilles Séguret, fils de Geneviève de Barrau, qui y habite depuis 1995.
Au XXIe siècle, des porteurs du nom sont membres de la Société des lettres, sciences et arts de l'Aveyron,,,, ou vivent toujours dans ce département.
Selon la généalogie présentée par différents auteurs c'est une famille peu nombreuse dès l'Ancien Régime,,,. De cette généalogie deux remarques peuvent également être faites, à savoir un nombre assez important d'hommes sans descendance et fort peu d'ecclésiastiques et de religieuses (un prieur au XVIe siècle, un prêtre (recteur d'une paroisse) et deux religieuses au XVIIIe siècle,, un prêtre au XXe siècle/début XXIe siècle).
En 2002, Régis Valette donne 14 porteurs masculins du nom en ligne agnatique (en ligne masculine sans adoption).
Les alliances et parentés nobles sont peu nombreuses. Pour les alliances : van den Brande (1904), de Grenier de Lassagne (1927), de Cockborne (2001), de Gérard du Barry et de Saint-Quentin (2001). Pour les parentés proches : d'Avout (1931).

## Filiation
Cette généalogie est issue des différentes sources citées dans la bibliographie du présent article.
I) Firmin (I) Barrau, notaire au XVIe siècle, entre autres enfants :
II) Firmin (II) Barrau, bourgeois, de Salmiech,, il épouse au XVIe siècle Françoise de Méjanès, fille d'Arnaud de Méjanès, seigneur de Larguiez, lequel fut capitaine du château de Creyssel qu'il défendit contre les menées des huguenots (correspondance de 1559), et de Gabrielle Mazières. Entre autres enfants :
1° Firmin Barrau, qui suit.
2° Laurens Barrau, auteur d'une branche non noble mentionnée au Coutal, paroisse Notre-Dame d'Aures, dont descendance féminine subsistante en ces lieux.
III) Firmin (III) Barrau, il épouse en 1611 Marie de Faramond,, fille de François de Faramond et de Louise de Lapanouse,,. François de Faramond est l'aîné de son lignage et le fils de Jean de Faramond de La Faramondie et de Marguerite de Morlhon. Louise de Lapanouse est la fille de Guion de Lapanouse, seigneur de Fabrègues et de Grèzes, et d'Helips de Brezons. Les pactes de mariage sont passés à la tour de Caplongue. Entre autres enfants :
IV) Guion de Barrau (1613-1703). En 1656 sa première femme Anne de Vedelly, fille de Jean de Vedelly et d'Isabeau de Moyssety, lui apporte la moitié de la seigneurie de Trémouilles avec haute, moyenne et basse justice,,. Il se qualifie noble et écuyer. Le 9 octobre 1666 il est condamné comme usurpateur de noblesse. Il se remarie en 1667 avec Louise Desplas, fille de Jean Desplas, avocat, et de Barbe de Combret. Il est imposé à la capitation noble en 1695,. Il est maintenu noble le 19 septembre 1699,,. Entre autres enfants :
V) Firmin (IV) de Barrau (1663-1739), seigneur del Puech, de Caplongue, coseigneur de Trémouilles,, il se marie le 20 octobre 1680 avec Anne de Flavin, fille de Pierre de Flavin, seigneur de La Capelle-Viaur, lequel sera chargé par le roi Louis XIV d'un commandement pour aller combattre les camisards dans les Cévennes, et de Gabrielle de Séguy, dame de Las Maries. Il fait avec le ban et arrière ban de la noblesse du Rouergue les campagnes de 1689, 1692 et 1694,. En 1691 il reçoit le commandement d'une milice locale. Il est imposé à la capitation noble en 1695,. Il est maintenu noble en 1701 et 1716. Il achète en 1709 la seigneurie de Caplongue avec le droit de moyenne justice,. Dans son testament, en 1738, il écrit qu'il veut être inhumé dans la chapelle Notre-Dame de l'église de Carcenac. Entre autres enfants :
VI) Pierre Firmin de Barrau (1681-1761), seigneur de Frayssinous, de Caplongue, coseigneur de Trémouilles,, marié par contrat du 18 juin 1730 avec Françoise de Faramond, fille de Jean Jacques de Faramond, seigneur de Canet, seigneur baron de Jouqueviel, lequel sera nommé commissaire de la noblesse de l'élection de Rodez par le roi Louis XV en 1739, et d’Élisabeth de Michau. En 1737 il est soumis à la capitation noble. À la veille de la Révolution française Barrau de Fraissinous (de) figure dans la liste des assujettis au vingtième noble en Rouergue. Entre autres enfants :
1° Pierre Firmin de Barrau (1731-1816), seigneur de Caplongue,, mousquetaire de la seconde compagnie, du roi Louis XV puis capitaine de dragons. En 1789 il est secrétaire écrivant et l'un des rédacteurs du cahier de doléances de la noblesse de la sénéchaussée de Rodez et bailliage de Millau,,. Il émigre en Allemagne au mois de janvier 1792 et fait la campagne de cette année comme chef de section dans la première compagnie d’infanterie de la coalition de Guyenne. Rentré en France le 3 mai 1805, mort en 1816.
2° Jean Antoine de Barrau (1737-1798), qui suit.
3° Pierre Joseph de Barrau (1743-1788), sieur de Saint-Igest, auteur d'une branche établie en Quercy et qui s'éteindra en ligne masculine au XXe siècle. Il est garde du corps du roi Louis XV en 1762, puis avocat en parlement, marié à Bretenoux avec Anne Claudine Gindre (1738-1782), dont descendance. Entre autres enfants : N… de Barrau Saint-Igest, émigré en Espagne où il servit longtemps comme officier et Augustin de Barrau (1771-1794), volontaire pour l'armée des Pyrénées en 1792, il « franchit rapidement les grades subalternes », chef de brigade en 1794 dans le corps commandé par le général Moncey, mort écrasé à l'âge de 23 ans.
VII) Jean Antoine de Barrau (1737-1798), coseigneur haut, moyen et bas de Trémouilles,,, etc.,, marié par contrat du 22 mai 1759 à Françoise Pauline de Solages, fille de haut et puissant seigneur messire Antoine Paulin de Solages, chevalier, marquis de Carmaux, etc., ancien page du roi en sa grande écurie, et de Françoise Marie Guionne de La Roque-Bouillac,, fille unique de Charles de La Roque-Bouillac, baron de Bar, et de Charlotte de Ciron. Après la fuite de son épouse il circonvient son beau-père pour la faire arrêter par lettre de cachet,. En sa qualité de gentilhomme il est inscrit sur le rôle de la capitation de messieurs de la noblesse. Le 1er novembre 1793 son château à Carcenac est pillé et incendié par un détachement de l’armée révolutionnaire du Lot,,,,,,. Emprisonné, il n'est relâché qu'après que son fils ait pris sa place le 1er mars 1794, et il est à nouveau recherché par la suite. Enfants :
1° Pierre Firmin Marie de Barrau, qui suit.
2° Victoire Pauline Eulalie de Barrau (1763-1844), mariée en 1782 à Marc Antoine de Balsac, seigneur de Colombiès, capitaine au régiment de Vexin, chevalier de Saint-Louis, fils d’André de Balsac, seigneur baron de Firmi, conseiller au parlement de Toulouse, et de Marie Josèphe de Madrières. Entre autres enfants : Auguste de Balsac (1788-1880), préfet (1817), commandeur de la Légion d'honneur (1827), secrétaire général du ministère de l'Intérieur (1828), conseiller d'État (1828), député, etc..
VIII) Pierre Firmin Marie de Barrau (1761-1829), il a quatre ans quand sa mère est enlevée puis arrêtée. Il sert d’abord dans le régiment de Vexin de 1779 à 1783, la même année il passe dans les gardes du corps du roi Louis XVI,, (compagnie de Noailles en 1783 puis compagnie écossaise en 1788) où il demeure jusqu'au licenciement opéré en 1789. Il se marie en 1790 avec Marguerite Dablanc, fille de Pierre Dablanc, avocat à Rodez, et de Paule Henriette de Morlhon. Il est obligé de se cacher plusieurs mois durant la Révolution française,. En 1794, avec son père, il est convoqué devant le Tribunal révolutionnaire,. À la fin de la Révolution, à l'époque du Directoire (1795-1799), Pierre de Barrau installe sa famille à Rodez et il commence à reconstruire la demeure familiale de Carcenac,. En 1803, sous le Consulat, il enrichit l'église de son village avec du mobilier d'art du couvent des Cordeliers de Rodez qui était promis à la destruction, mais aussi de l'abbaye de Bonnecombe. Au commencement du XIXe siècle il est un notable du canton de Cassagnes. À partir de 1811 il est maire de la commune de Saint-Sauveur (Aveyron). En 1814, lors du retour des Bourbons sur le trône de France, il est décoré du Lys. Entre autres enfants :
1° Auguste de Barrau (1792-1848), il est le dernier à être né dans l'ancien château de sa famille incendié en 1793. Entré à l'école militaire de Saint-Cyr (section artillerie) le 6 janvier 1813,,, lieutenant d'artillerie (1er juillet 1813),,. De 1813 à 1814 il fait partie de la Grande Armée et participe à la défense d'Erfurt,,, en 1815 de l'armée du Rhin et participe aux affaires de Süffelbach et de Bergen,,, en 1823 de l'armée d'Espagne et participe au blocus de Saint-Sébastien,,, à l'attaque de Rochapea et au siège de Pampelune,,, chevalier de Saint-Ferdinand d'Espagne (19 octobre 1823),,, capitaine d'artillerie (22 février 1831),,, chevalier de la Légion d'honneur (5 mai 1833),,, chef d'escadron d'artillerie (26 novembre 1843) et commande l'artillerie à Mont-Dauphin,,. Il meurt après 36 années de services non interrompus alors qu'il commandait l'artillerie de la citadelle de Cette,,.
2° Hippolyte de Barrau (1794-1863), saint-cyrien, garde du corps du roi Louis XVIII, officier, conseiller de préfecture puis secrétaire général de la préfecture de l'Aveyron, historien, généalogiste, mémorialiste, naturaliste. Il est l'initiateur, l'un des fondateurs et le premier président de la Société des lettres, sciences et arts de l'Aveyron. Il lance La Gazette du Rouergue. Chevalier de la Foi, chevalier de la Légion d'honneur, médaillé de Sainte-Hélène.
3° Eugène de Barrau (1801-1887), notable, essayiste politique, historien, mémorialiste (1832-1862). Il lance l'Écho de l'Aveyron. Engagé dans le mouvement légitimiste, il est chargé en 1852 par les chefs royalistes français d'une mission confidentielle auprès du « comte de Chambord ».
4° Adolphe de Barrau, qui suit.
IX) Adolphe de Barrau (1803-1884), médecin, naturaliste et herboriste, membre de la Commission d'exploration scientifique d'Algérie, l'un des fondateurs de la Société des lettres, sciences et arts de l'Aveyron, membre de sociétés savantes, il épouse en 1845 Marguerite Mignonac, ils ont entre autres enfants :
1° Raymond de Barrau (1847-1931), officier dans la garde mobile (guerre de 1870-1871), docteur en droit en 1875, il est avocat à la Cour d'appel de Paris avant d'être nommé substitut du procureur de la République à Mirande puis à Condom, fonction dont il démissionne en 1880 pour protester contre l'expulsion des Congrégations chrétiennes en France. Officier de réserve dans l'infanterie territoriale. Il épouse en 1879 Louise Rouquette, dont descendance subsistante.
2° Fernand de Barrau (1851-1938), homme de lettres, traducteur, chroniqueur, essayiste, historien, agronome, de 1886 à 1901 rédacteur en chef du Journal de l'Aveyron, membre de sociétés savantes. Il épouse en 1888 Henriette Fabre, dont descendance subsistante. Entre autres enfants : Jean de Barrau (1889-1914), militant d'Action française, il gifle un enseignant pour des propos antimilitaristes, membre du comité directeur de la fédération nationale des Camelots du roi, secrétaire particulier du « duc d'Orléans » de février à août 1914, porté disparu dans les premiers jours de la mobilisation, mort pour la France ; Paul de Barrau (1891-1916), camelot du roi, fondateur et président d'un groupe Action française à Rodez en 1909, croix de guerre avec citation, mort pour la France,.

## Alliances
Quelques dates de mariages au sein de la famille de Barrau sur l'ensemble de ses branches : de Méjanès (XVIe siècle, 1755), de Faramond (1611, 1730), Costes (XVIIe siècle), de Grimal (1647), de Vedelly (1656, 1760), de Janson (avant 1660), de Chabbert (XVIIe siècle), d'Assier de Tanus (1674), de Moly (1675), de Bonnafos de Scorailles (1676), de Flavin (1680), de Davy (1685), de Trédolat (1750), de Solages (1759), Gindre (XVIIIe siècle), de Balsac-Firmy (1782), Dablanc (1790), Manzon (1839), Mignonac (1845), de Lavernhe (1872),, Rouquette (1879), de Maribail (1886), Fabre (1888), van den Brande (1904), de Grenier de Lassagne (1927), Sarrauste de Menthière (1931), Niel (1932), Cabille (1968), de Gaulle (1972),, Séguret, Le Poittevin de La Croix de Vaubois, Fabre, Wattecamps, Teisseire (1996), Savary de Beauregard, de Cockborne (2001), de Gérard du Barry et de Saint-Quentin (2001).

## Armes

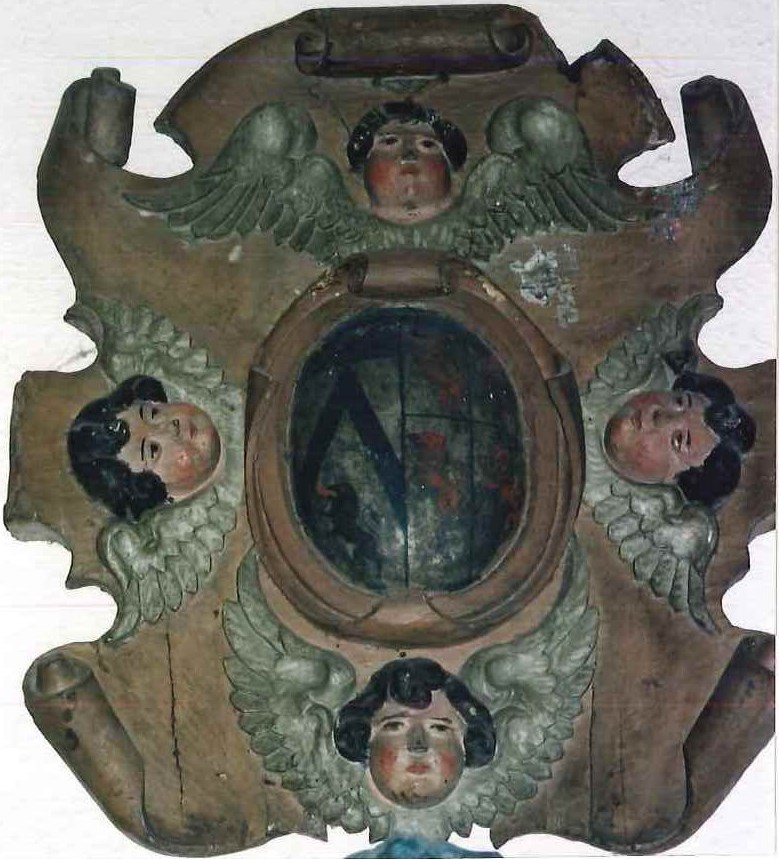
Armes de la famille de Barrau.

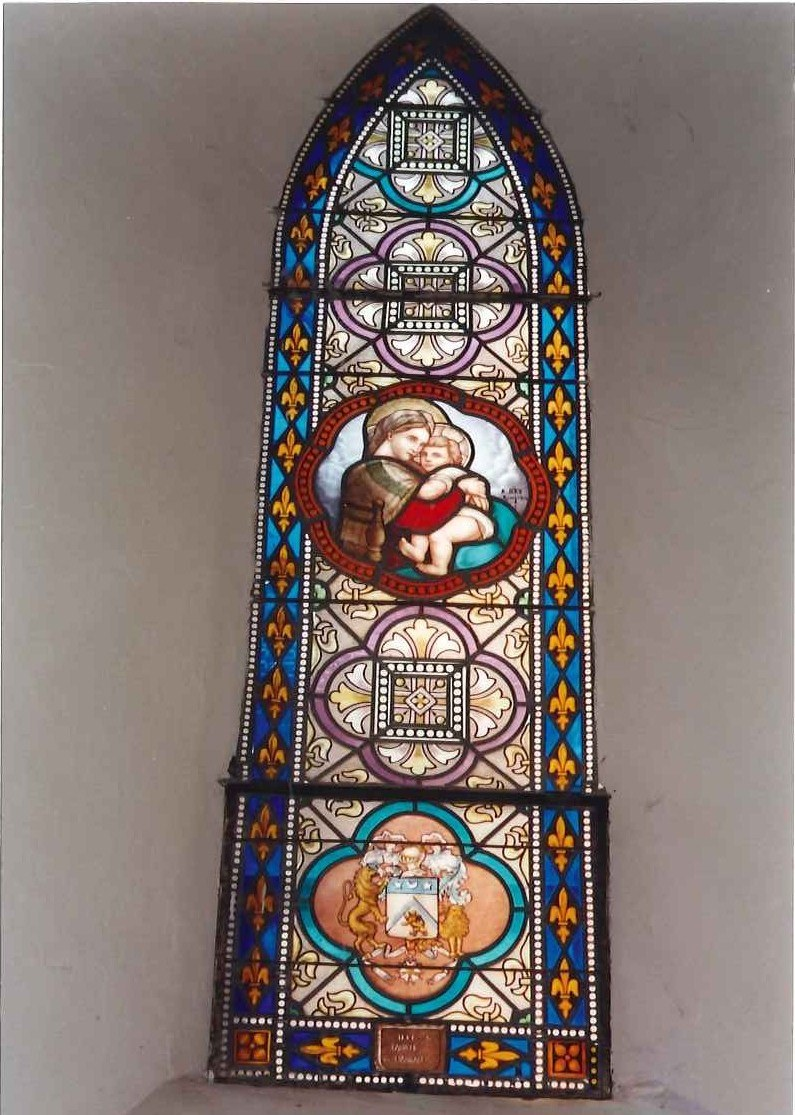
Vitrail avec les armes de la famille de Barrau (erreur dans ces armes sur la couleur du lion qui aurait dû être rouge) en l'église de Carcenac.

Pierre Hocquellet, auteur de Armorial général du Rouergue dressé par Charles d'Hozier en vertu de l'édit de novembre 1696, édition critique des manuscrits conservés à la Bibliothèque nationale de France, paru en 2009, écrit : « Plusieurs cachets du XVIIIe siècle sont gravés aux armes de cette famille [de Barrau] telles que Barrau [l'historien Hippolyte] les donnent en tête de la notice qu'il lui a consacrée [H. de Barrau, Documents sur les familles du Rouergue…, tome 4, page 95] (Archives Départementales de l'Aveyron cotes E156 et 60J13 : cf. dessins de J. Poulet, Bull. du C.G.R., no 6 (1993), page 15 et no 25 (1998), pages 22-23) ».
Guillaume de Barrau (l'un des fils de Pierre Firmin de Barrau et de Françoise de Faramond), sieur du Besset, utilise dans les années 1733-1737 trois cachets aux armes suivantes : « Écartelé aux quatre lions (couronne de comte) » ; « D'azur au lion, au chef chargé de trois étoiles (couronne de comte) » ; « À deux flammes au croissant de lune en pointe, au chef de gueules à trois étoiles (couronne de marquis) ».
Vers 1755, Pierre Firmin de Barrau de Caplongue utilise le cachet suivant : « Au chevron accompagné d'un lion en pointe, au chef d'azur chargé d'un croissant et de deux étoiles ».
En 1783, Pierre de Barrau déclare à d'Hozier de Sérigny qu'il y avait dans ses armoiries un lion et un chevron.
La première publication où il en est fait mention est un article anonyme des Mémoires de la Société des lettres, sciences et arts de l'Aveyron publié en 1847 : « D'argent au lion de gueules rampant, armé et lampassé de même sous un chevron d'azur ; au chef d'azur chargé d'un croissant et de deux étoiles d'argent ». Hippolyte de Barrau précise en 1860 que l'écu est « timbré d'un casque d'argent bruni, posé et tarré de côté, montrant les deux tiers de la visière et à cinq barreaux » et donne pour support : « deux lions, dont l'un est rampant et l'autre posé et contourné, l'autre ayant la moitié du corps derrière l'écu ».

## Lieux liés à l'histoire de la famille de Barrau en Rouergue
- Dans la ville de Rodez : une plaque commémorative sur la maison natale d'Hippolyte de Barrau et une avenue Hippolyte de Barrau[101],[102]
- Dans le village de Carcenac : une demeure (reconstruite après la Révolution) ; une place Hippolyte de Barrau ; dans l'église de ce village un vitrail présentant une gravure de ses armes et une plaque commémorative, in memoriam, des membres de la famille tués durant la Première Guerre mondiale qui a été apposée dans la même chapelle que celle du vitrail[103]
- Dans le village de Trémouilles : le blason de cette commune, dont la famille de Barrau fut co-seigneur de 1656 à 1789, a repris le fond d'argent et le lion de gueules qui font partie des armoiries de cette famille

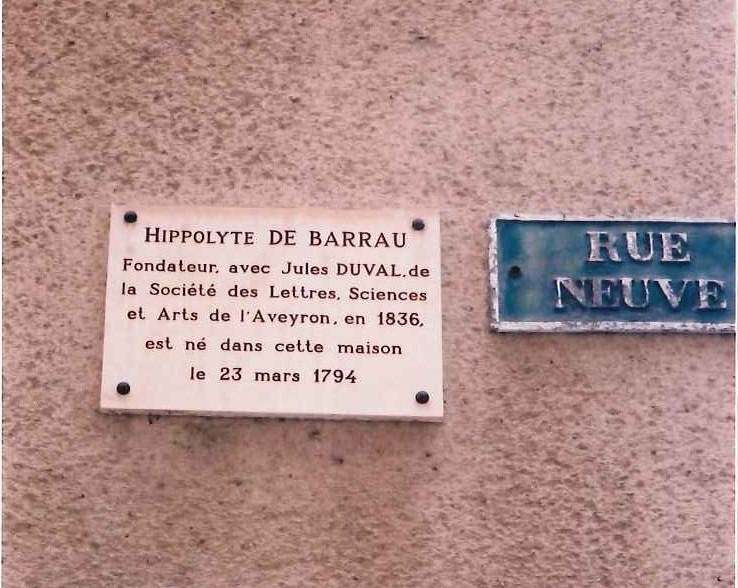
À Rodez, rue Neuve, plaque apposée sur la maison natale d'Hippolyte de Barrau.
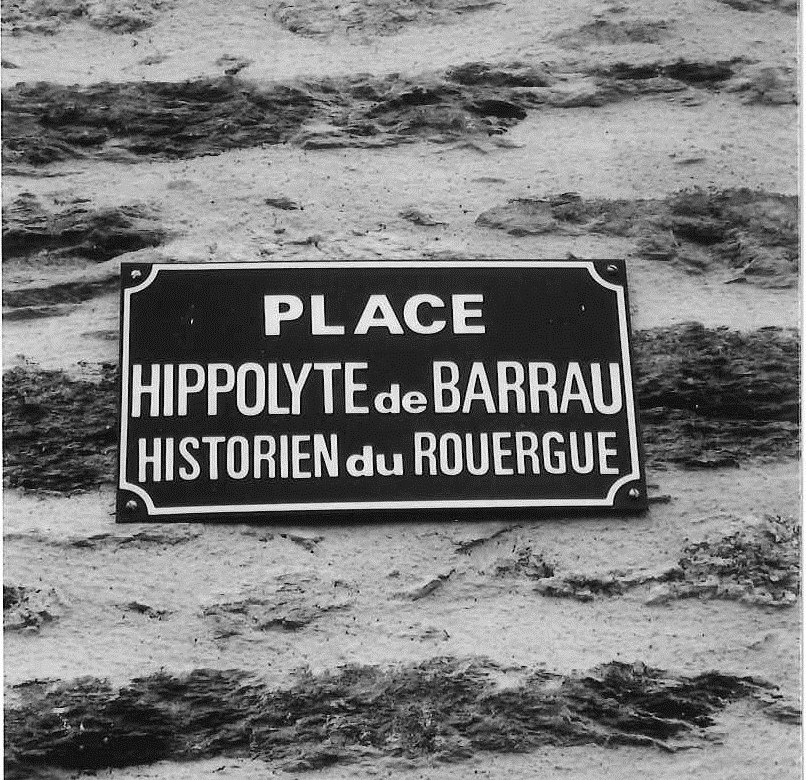
À Carcenac, place devant l'église.
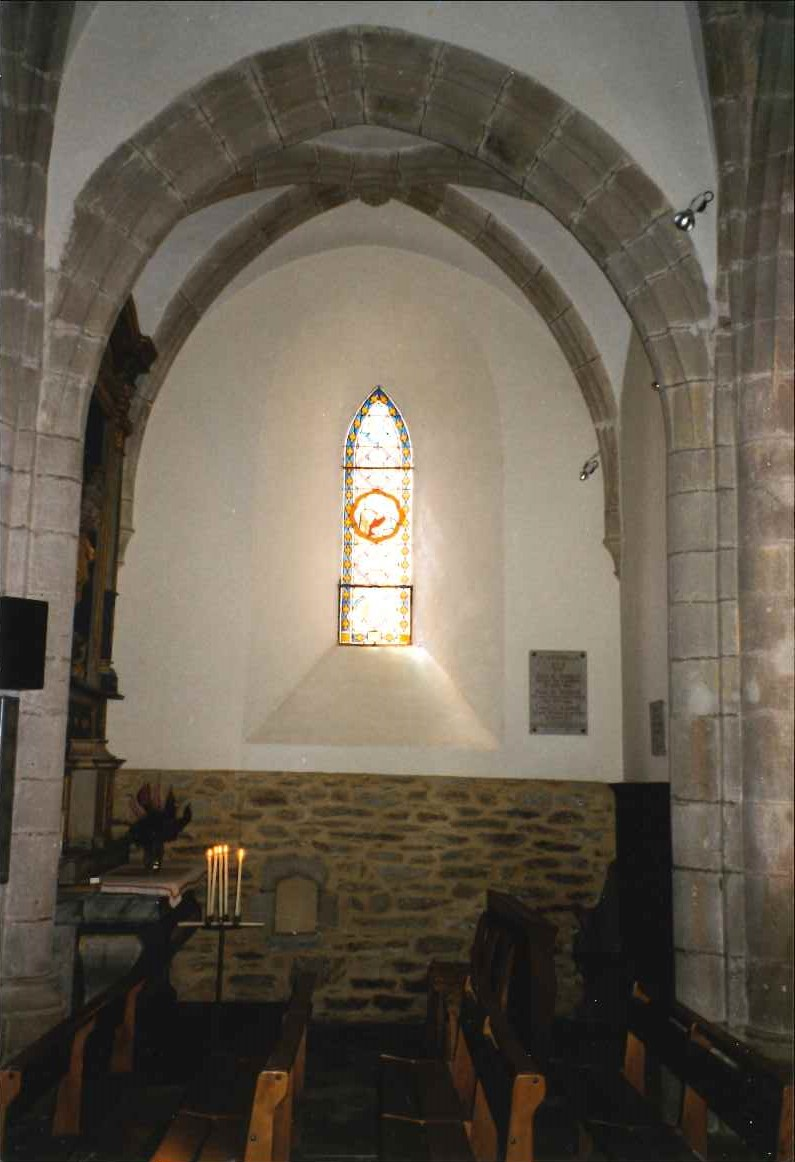
Chapelle de Notre-Dame ou de la Vierge ou encore de la famille de Barrau[104] en l'église Saint-Étienne de Carcenac. C'est dans cette chapelle que noble Firmin de Barrau (1663-1739) a demandé à être inhumé[Z 1].
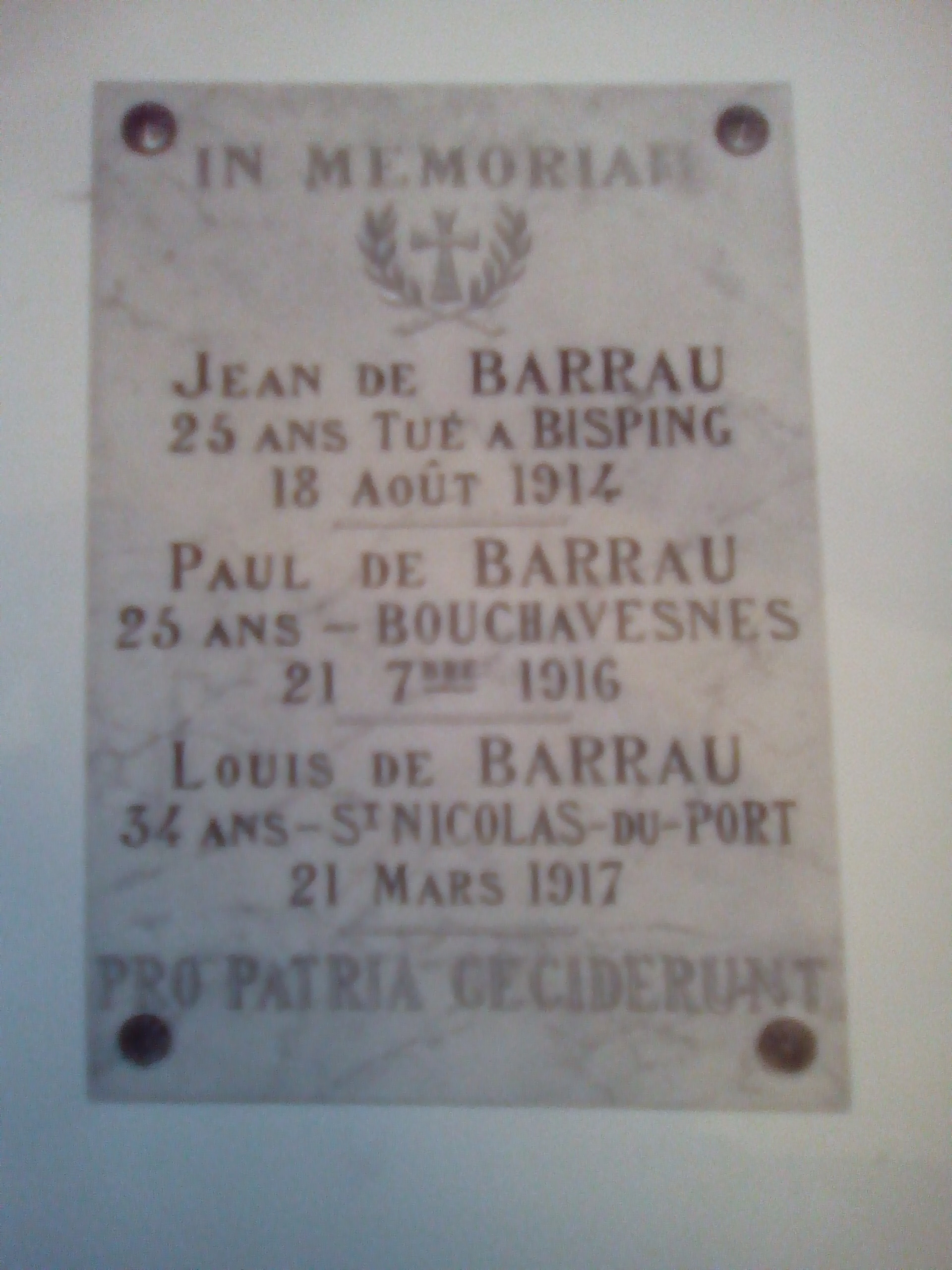
Plaque commémorative dans cette chapelle.
Blason officiel de la commune de Trémouilles (adopté par la municipalité en 2009), en Aveyron.

## Autres souvenirs
Plusieurs membres de la famille de Barrau ont participé à l'histoire du Rouergue au cours du XIXe siècle. Il s'agit de l'initiative puis de la participation à la création de la Société des lettres, sciences et arts de l'Aveyron en 1836 avec Hippolyte et Adolphe de Barrau. De la rédaction d'ouvrages sur l'histoire du Rouergue par Hippolyte, Eugène et Fernand de Barrau. Du lancement de deux journaux d'opinion légitimiste : La Gazette du Rouergue (1831-1836) par Hippolyte de Barrau, et L'Écho de l'Aveyron (1845-1863) par Eugène de Barrau.